# Arnica des montagnes
Vous lisez un « bon article » labellisé en 2008.
Arnica montana
Espèce
Classification phylogénétique
Statut de conservation UICN

 LC  : Préoccupation mineure

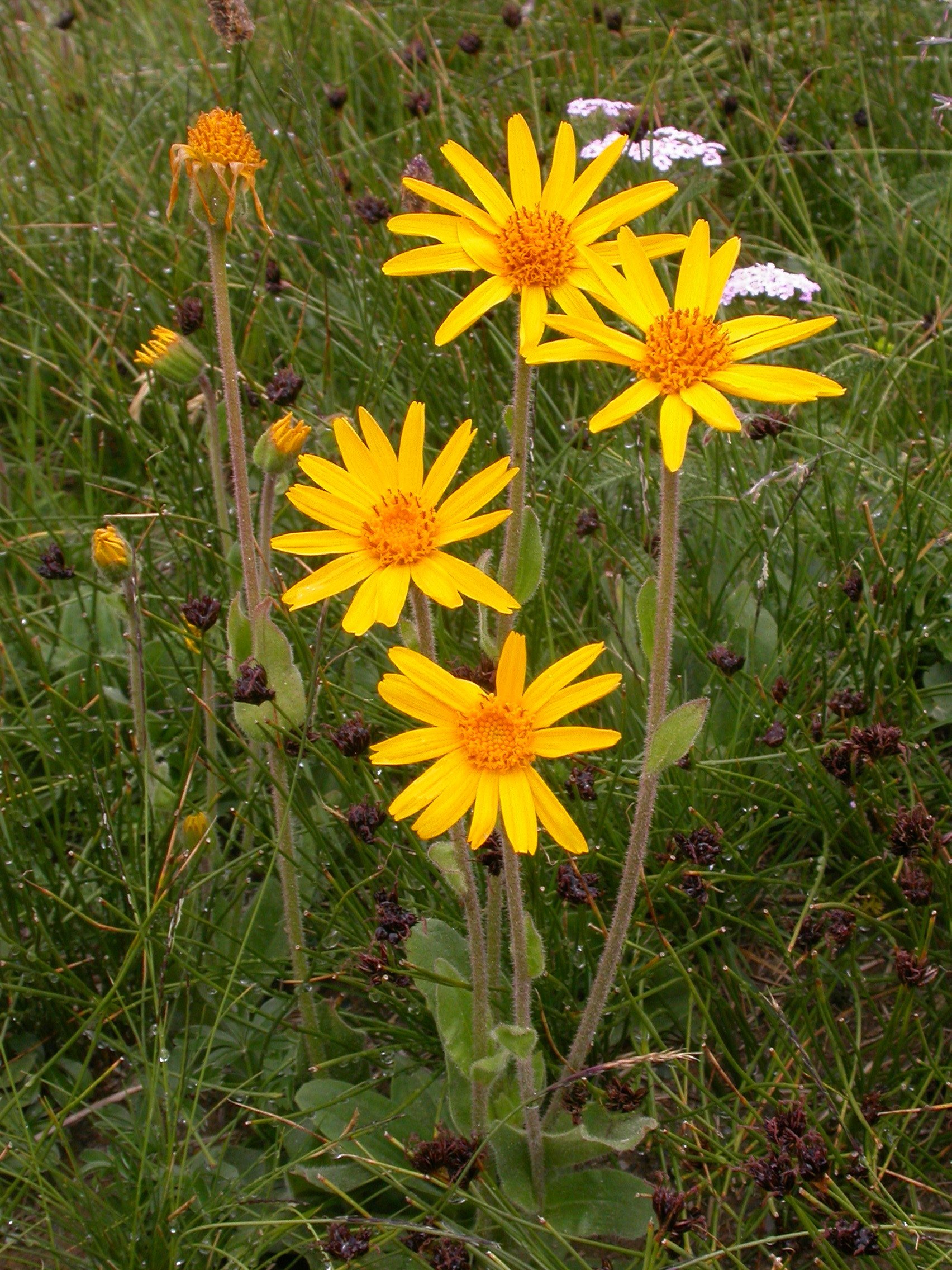
Arnica montana var. montana

L’Arnica des montagnes, ou Arnica montana, est une espèce de plantes herbacées vivace rhizomateuse du genre Arnica et de la famille des Asteraceae. Cette plante européenne principalement montagnarde est typique des sols acides et pauvres en éléments nutritifs. Ses populations, fortement malmenées par l'agriculture intensive, deviennent de plus en plus rares. Cette situation lui vaut d'ailleurs d'être nommée dans de nombreux textes de loi la protégeant et particulièrement dans la Directive habitats européenne,.
En médecine traditionnelle, l'arnica des montagnes est décrite dans des pharmacopées européennes pour son usage dans le traitement de petits traumatismes comme les hématomes mais cet usage n'est pas soutenu par des études scientifiques. Les études sur les préparations homéopathiques n'ont pas montré d'efficacité supérieure à un placebo.
Afin de fournir les laboratoires pharmaceutiques, dont la demande européenne annuelle est estimée à 50 tonnes de capitules secs, l'arnica est cueillie à l'état sauvage. Cependant, la demande croissante en produits phytothérapeutiques et homéopathiques et sa rareté semblent inconciliables. En effet, devant la raréfaction des stations sauvages causée par les pratiques agricoles modernes, la cueillette tend à se concentrer sur quelques sites et à les surexploiter. De plus, sa culture reste à l'heure actuelle aléatoire tant ses exigences sont nombreuses.
Néanmoins, des alternatives se mettent en place : la recherche sur sa culture avance, l'Allemagne et la communauté européenne ont ouvert leur pharmacopée pour accueillir une plante thérapeutiquement équivalente tandis que d'autres mettent en place des conventions entre les différentes parties en jeu afin de concilier économie et écologie.

## Description

Arnica montana var. montana
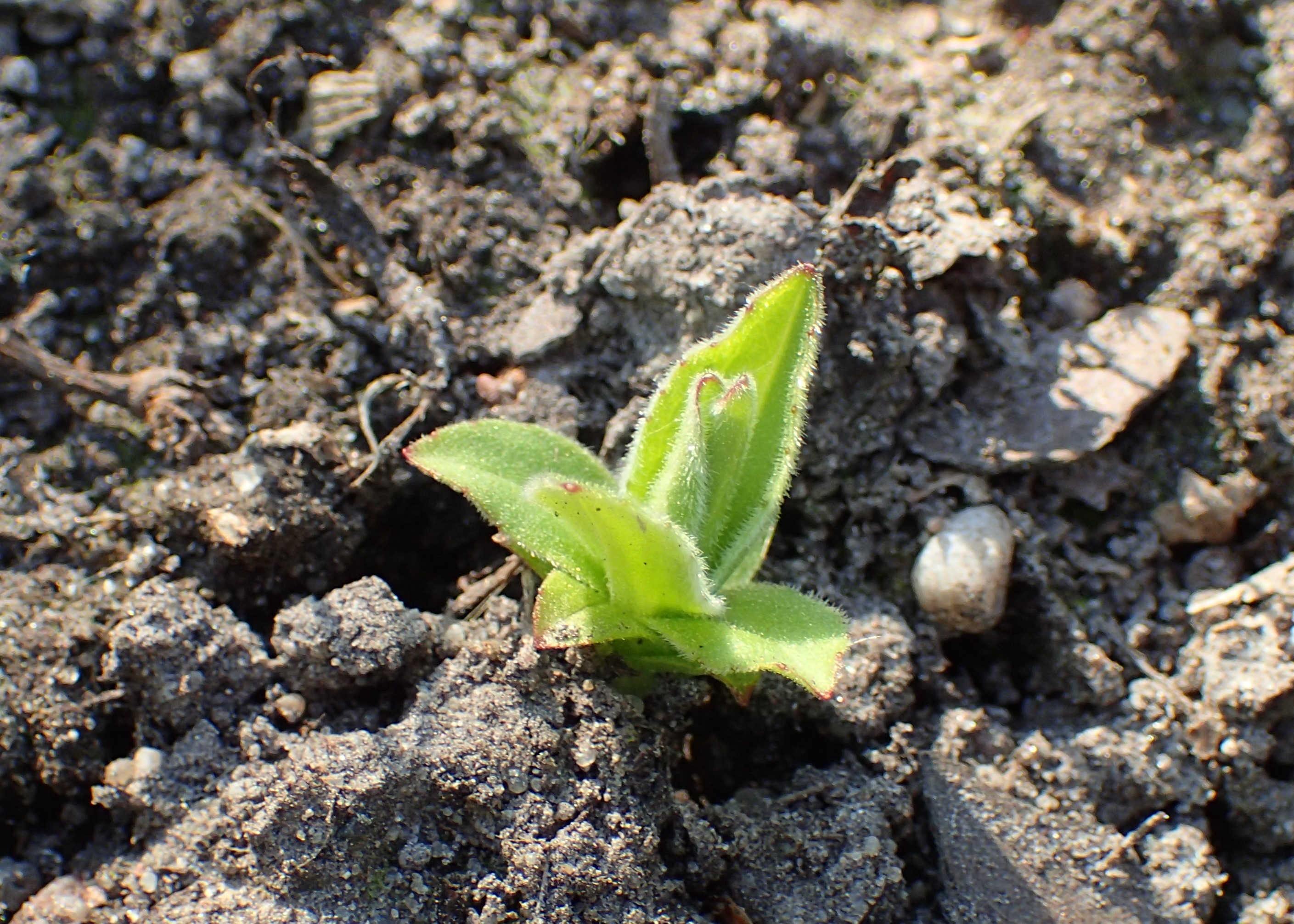
Jeune pousse.
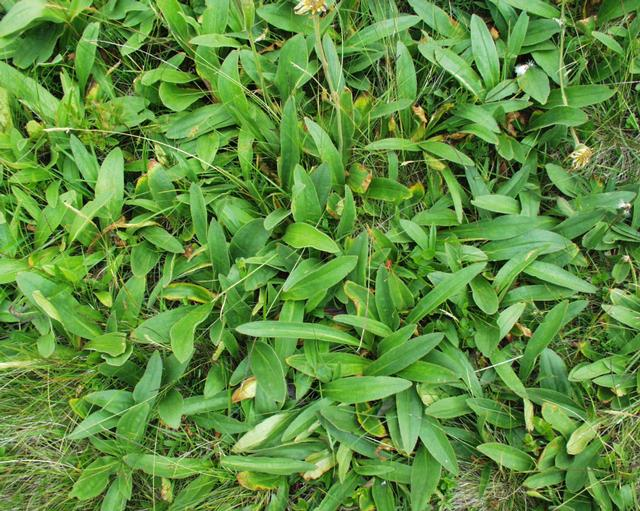
Rosettes au Markstein.
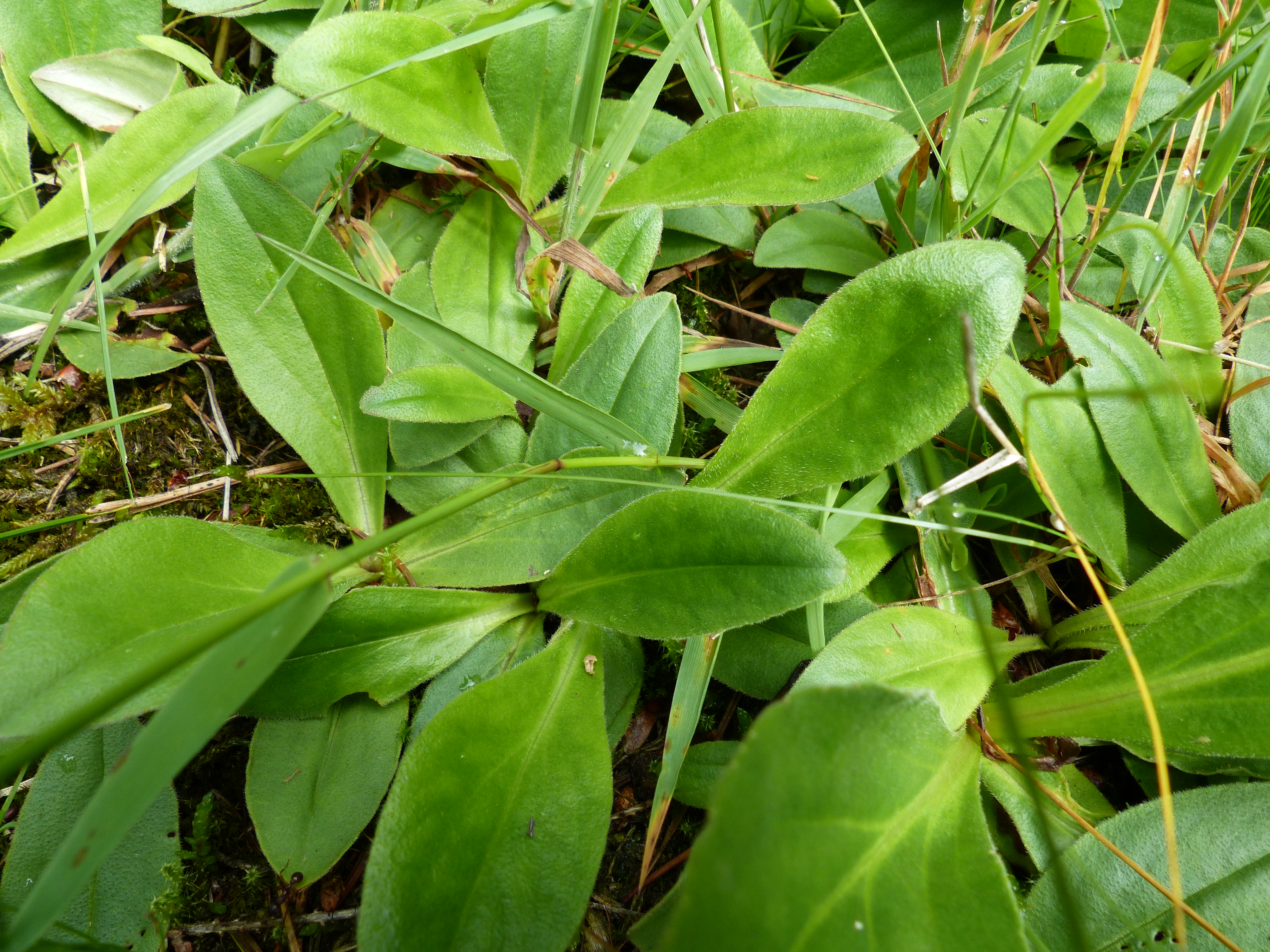
Feuilles basales fortement odorantes.
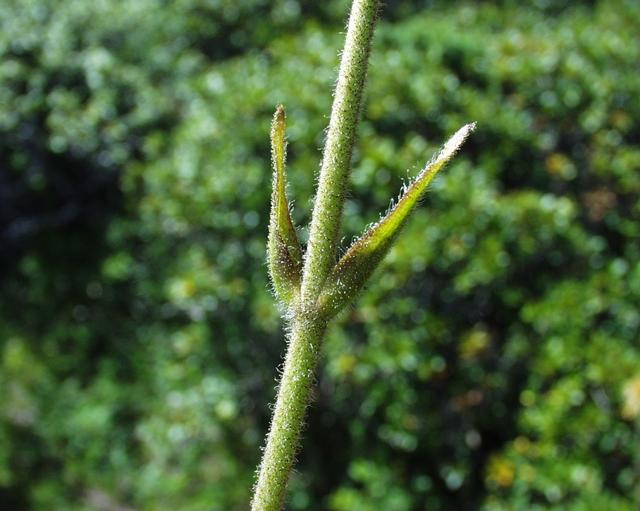
Opposition des feuilles caulinaires.
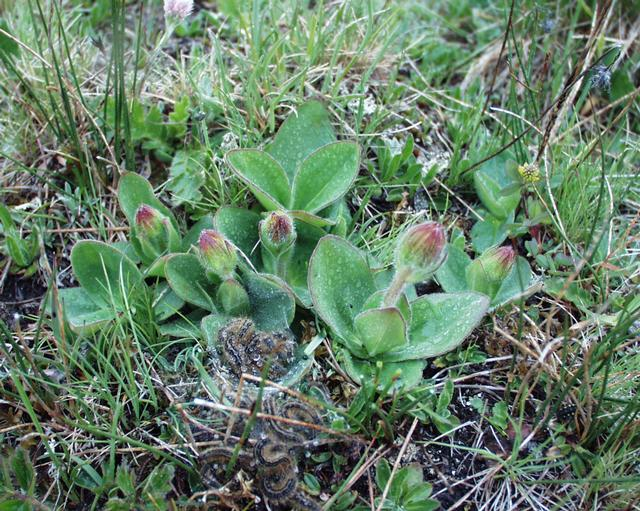
Stade printanier.
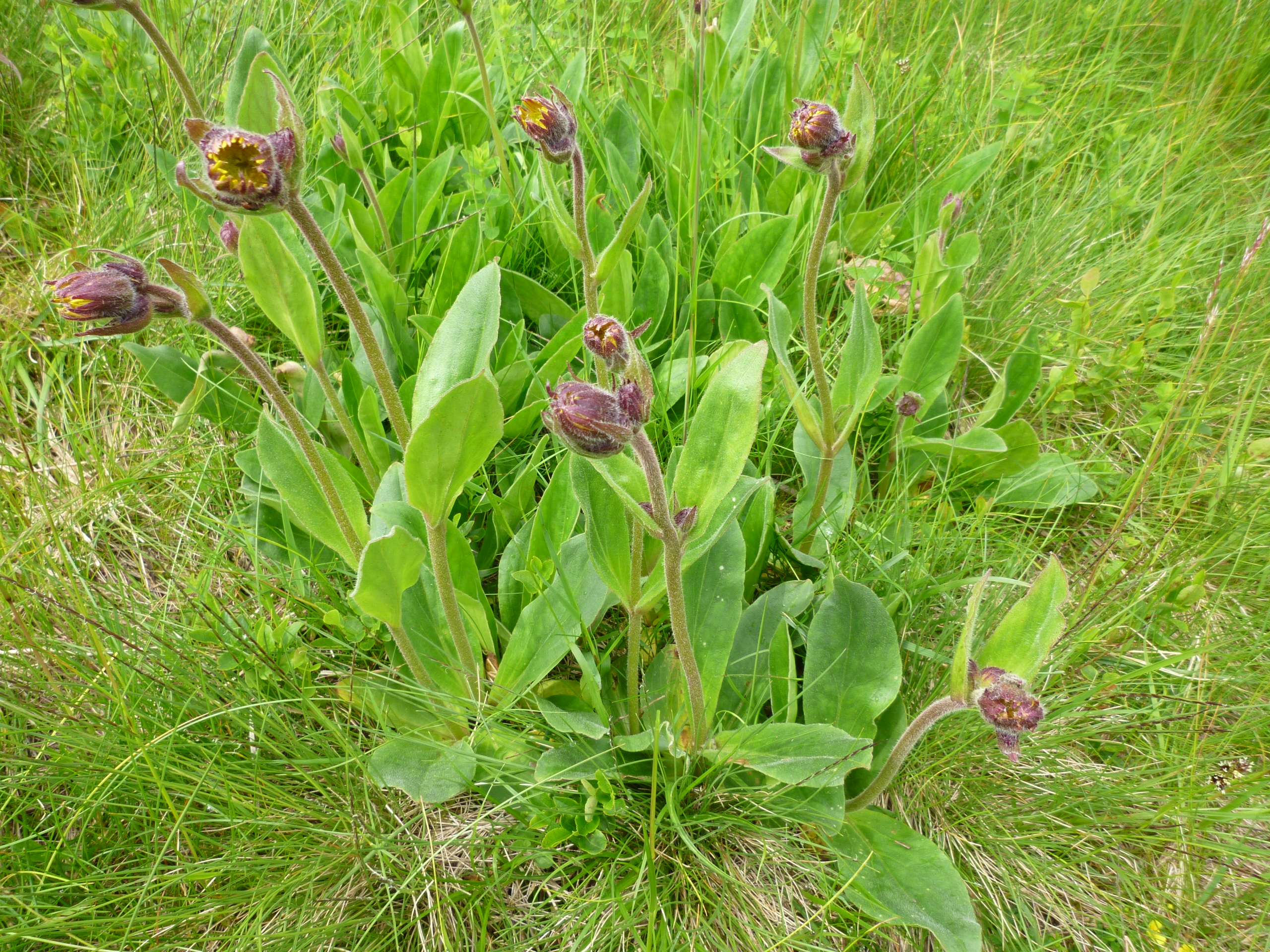
Stade estival avant floraison.
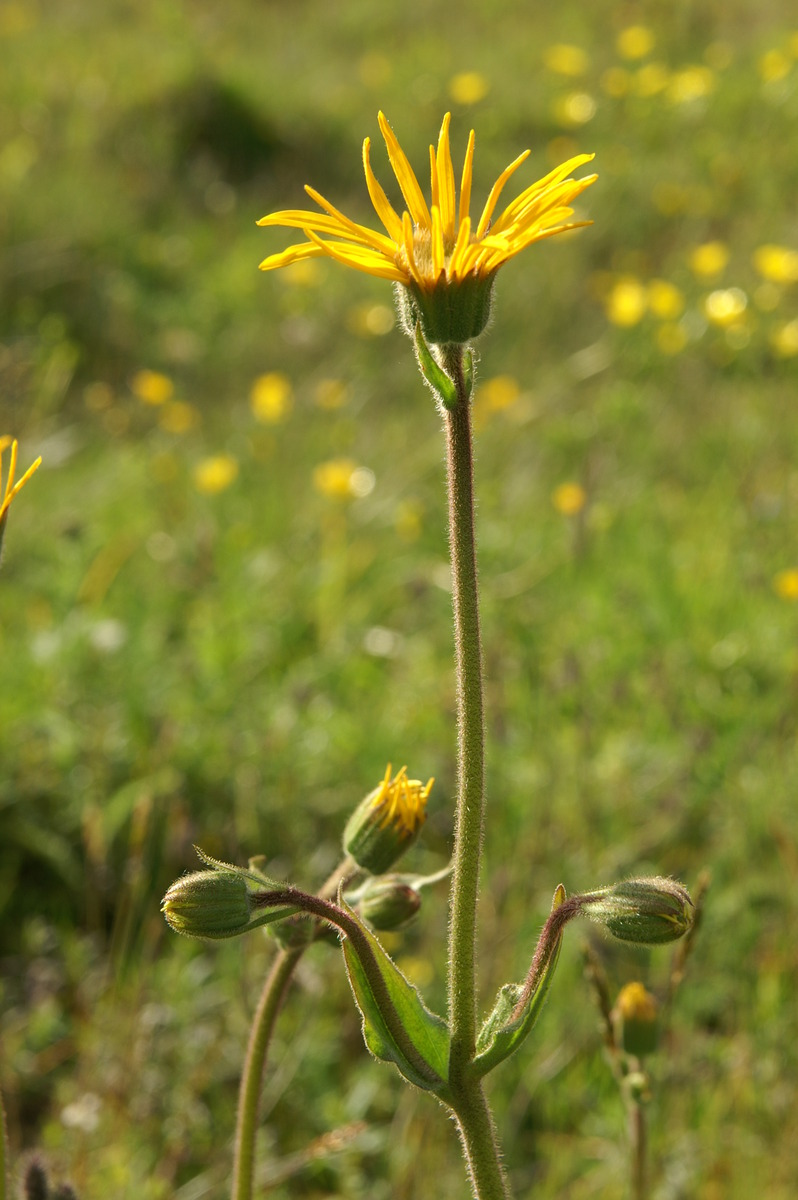
Capitule principal ouvert et capitules axillaires fermés.
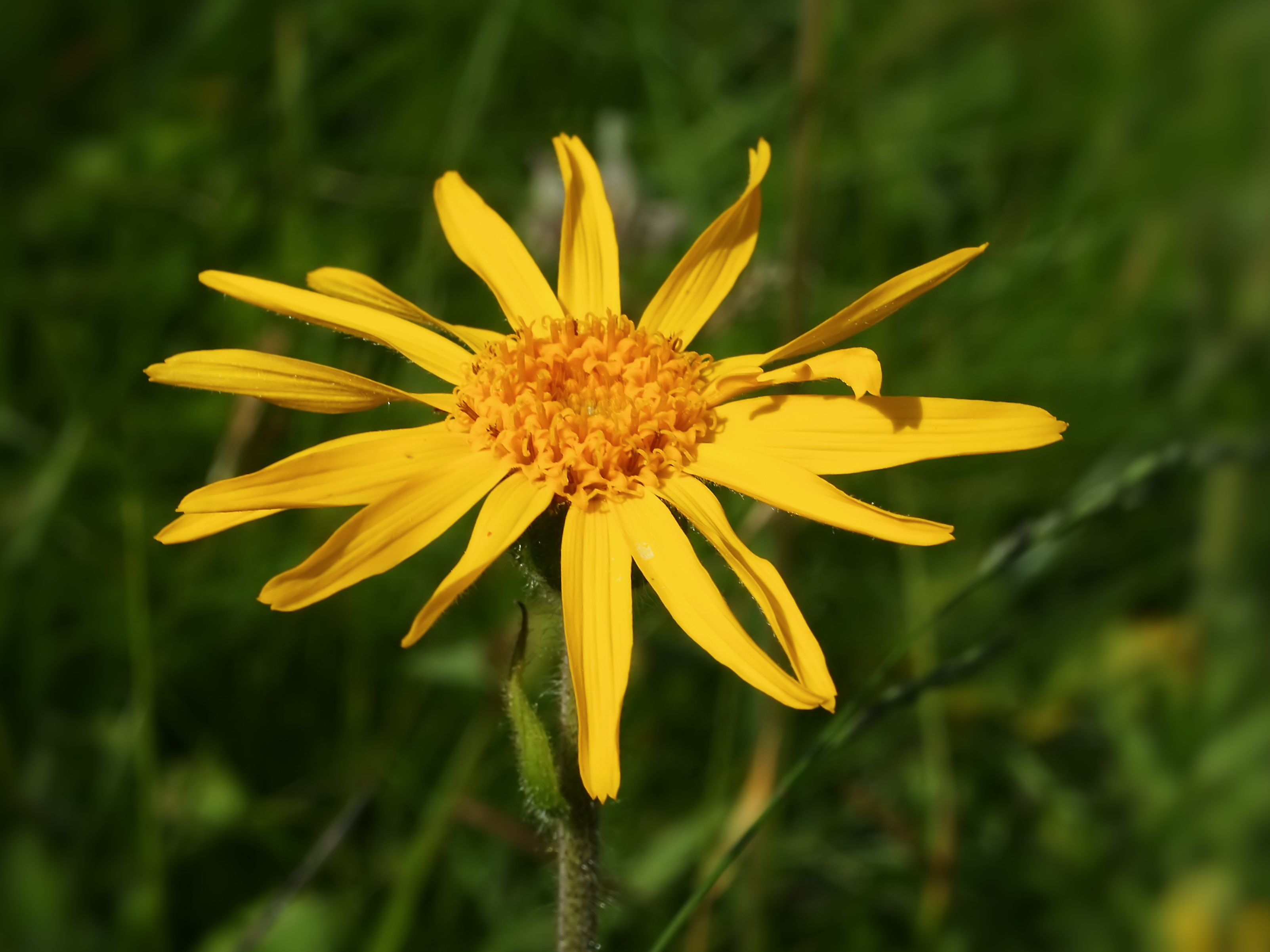
Capitule.
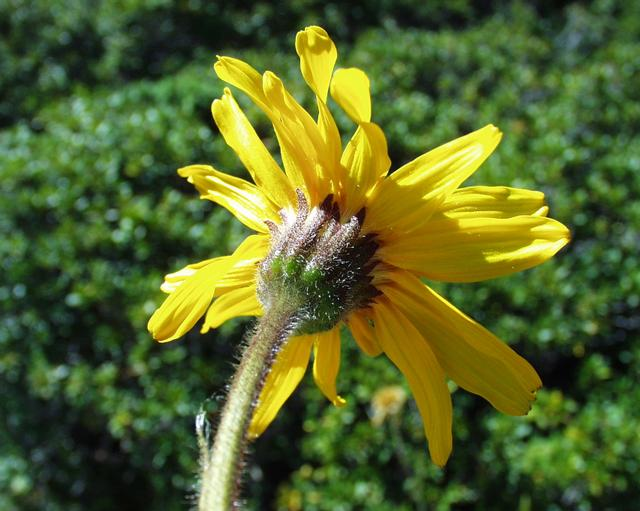
Capitule et son réceptacle.
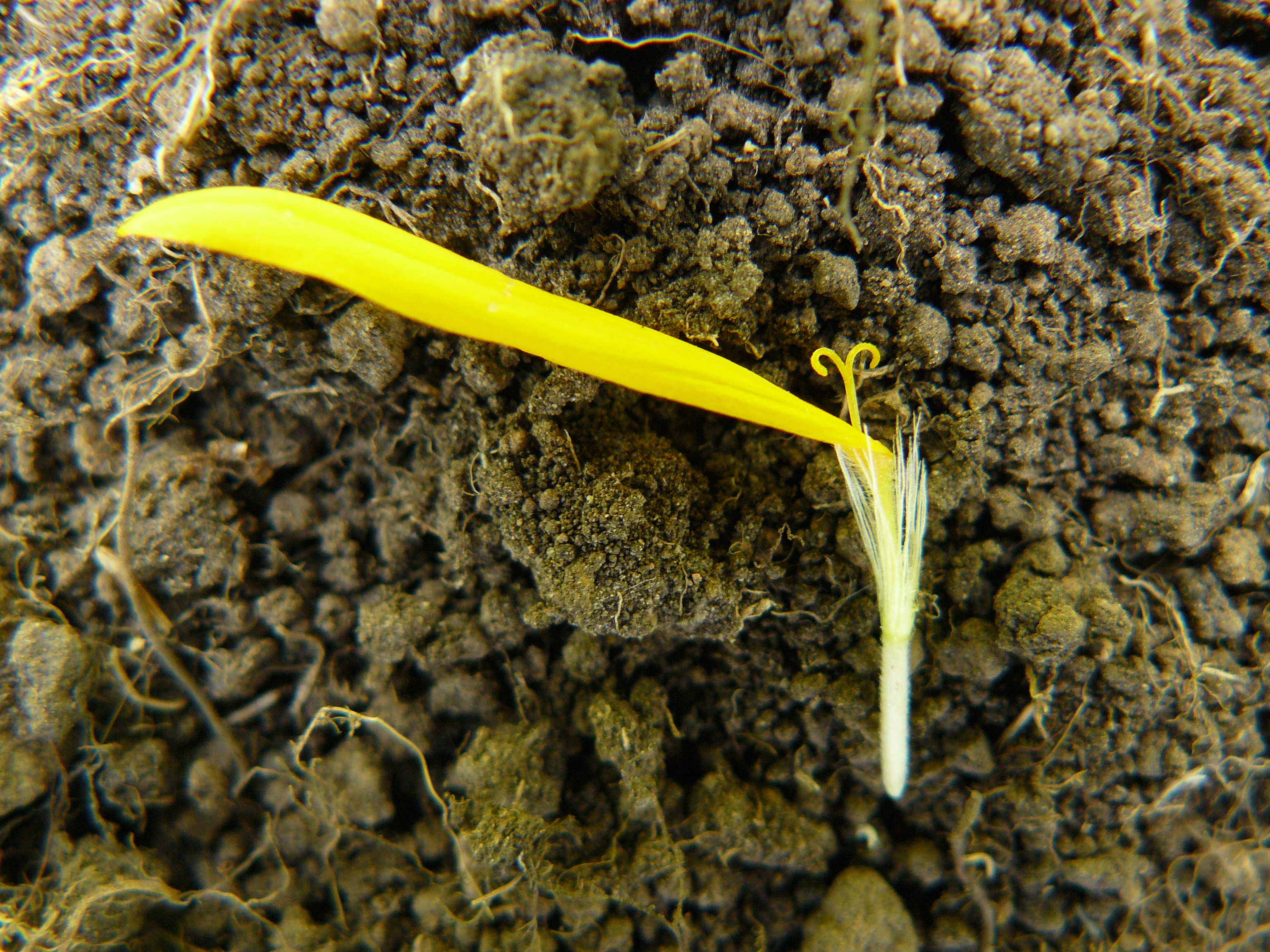
Une fleur ligulée, détachée de son capitule.
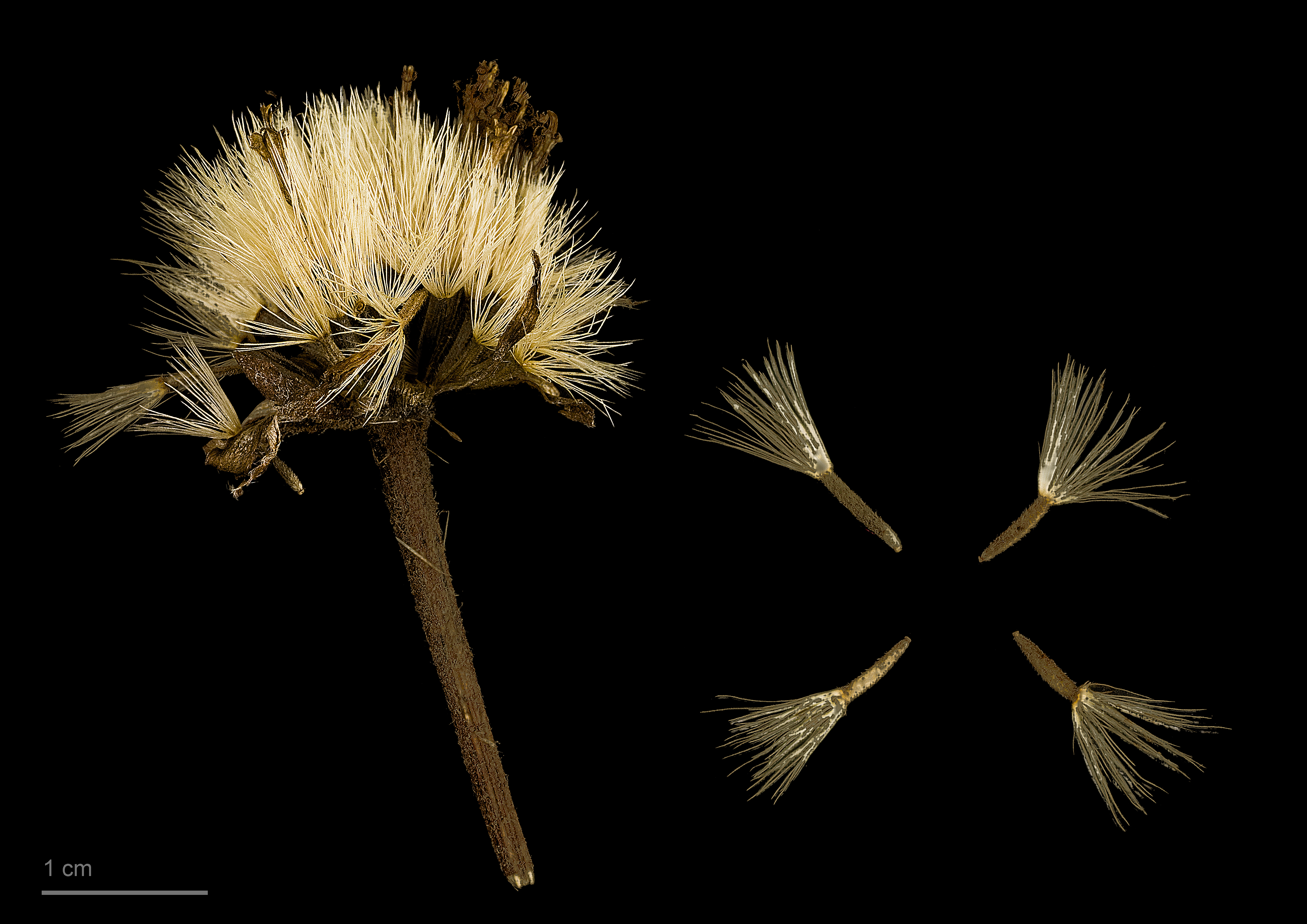
Graines et aigrettes blanches.

Plante vivace de 20 à 40 cm, à rosette, l'Arnica des montagnes (Arnica montana var. montana) fleurit entre mai et août selon les étages de végétation. Elle est pollinisée par les insectes et ses graines sont dispersées par le vent.
Toute la plante est de couleur vert pâle et couverte de poils glanduleux très odorants (trichomes). Cette plante est facilement reconnaissable d'une part grâce à ses feuilles basilaires sessiles, ovales et à nervures longitudinales saillantes en dessous ; l'ensemble des rosettes forme couramment des plaques compactes. D'autre part, elle s'identifie aisément grâce à sa hampe florale de 20 à 40 cm munie de 2 petites feuilles caulinaires opposées ou sub-opposées. Ses capitules jaune-orangé sont assez grands (6-8 cm) et solitaires (ou réunis par 3 ou 4), dégageant une forte odeur aromatique caractéristique. Comme chez beaucoup d'Asteraceae, le capitule est composé de fleurs ligulées femelles (longueur : 20-30 mm) et de fleurs tubulées hermaphrodites (longueur : 15 mm).
Le fruit est un akène dont la graine est légèrement velue et aussi longue que l'aigrette de soies blanchâtres et non plumeuses qui la surmonte.

### Variétés et cultivar
- Arnica des montagnes commune : Arnica montana L. var. montana[9]
  - synonyme : Arnica montana L. subsp. montana
  - synonyme : Arnica montana L. var. alternifolia Cariot & St.-Lag.
  - synonyme : Arnica montana L. subsp. montana var. alpina L.
- Arnica des montagnes espagnole : Arnica montana var. atlantica (A. Bolòs) B. Bock, 2013[10],[11]
  - synonyme : Arnica montana subsp. atlantica A.Bolòs
  - synonyme : Arnica montana L. var. angustifolia Duby

La variété atlantica a des feuilles basales plus étroites et plus longues et porte des feuilles caulinaires sur chacune de ses bractées alors que la variété montana porte ces feuilles uniquement sur sa hampe florale. De plus, elle est souvent plus haute (jusqu'à 60 cm) et son involucre est laineux. Les capitules se développent, de façon plus sporadique, du mois de juin au mois d'octobre et sont d'un jaune tendre et non pas orangé comme dans la variété montana,.
Considérée comme une sous-espèce depuis 1948, la particularité atlantica est déclassée de façon provisoire au rang de variété par Benoît Bock en 2012. Ceci car ses caractéristiques morphologiques ne sont pas flagrantes ; en effet, il ne pourrait s'agir que d'écomorphoses, c'est-à-dire de modifications morphologiques non héréditaires dues à l'environnement. Dans ce cas, seule une mise en culture conjointe des populations atlantica et montana permettrait de trancher. Mais les mises en culture ex-situ se sont pour l'instant soldées par des échecs.
- Arnica montana 'Arbo' : cultivar créé par U. Bomme en 1990[12]

Arnica montana var. atlantica en Galice, Espagne.
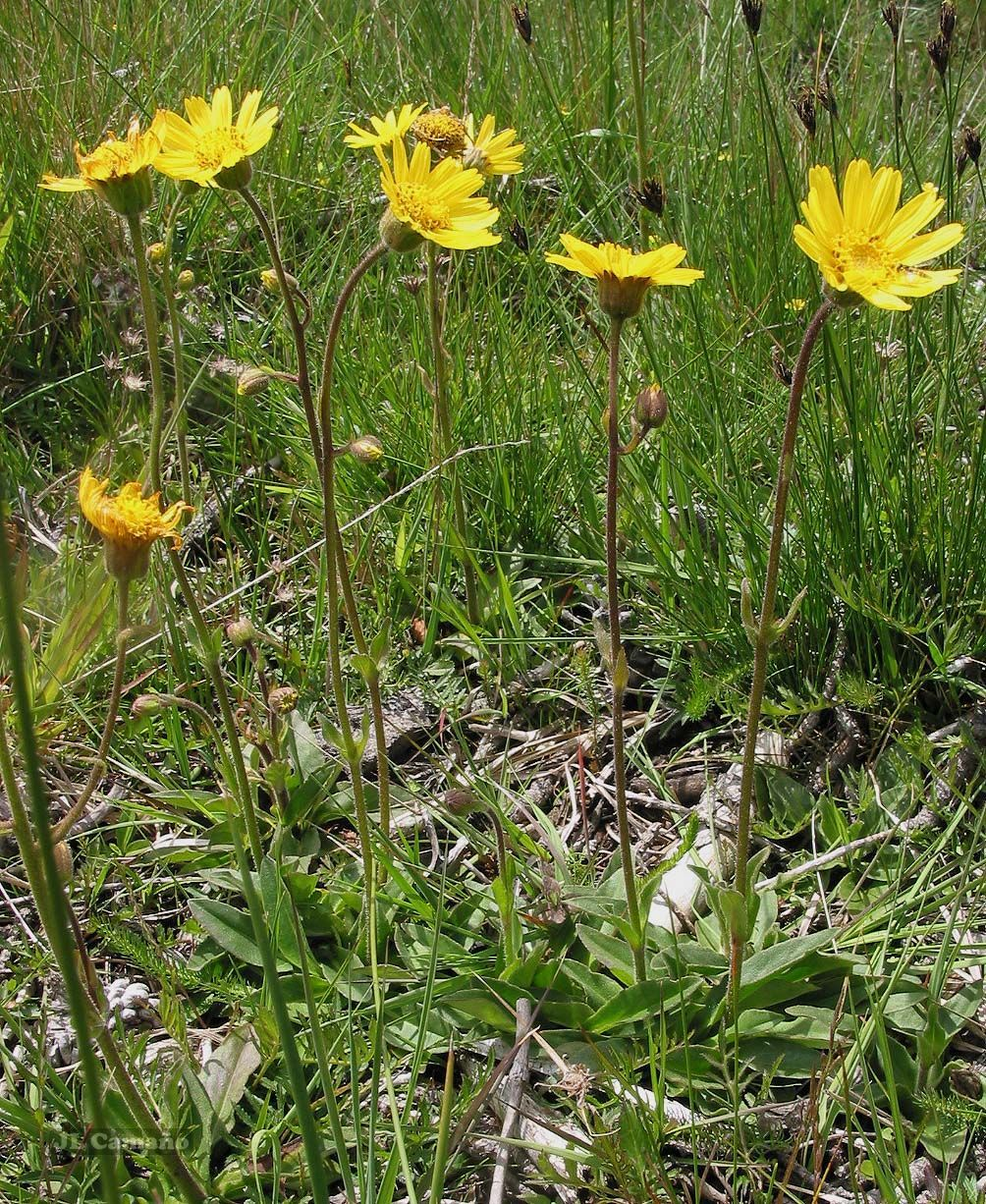
Partie aérienne.
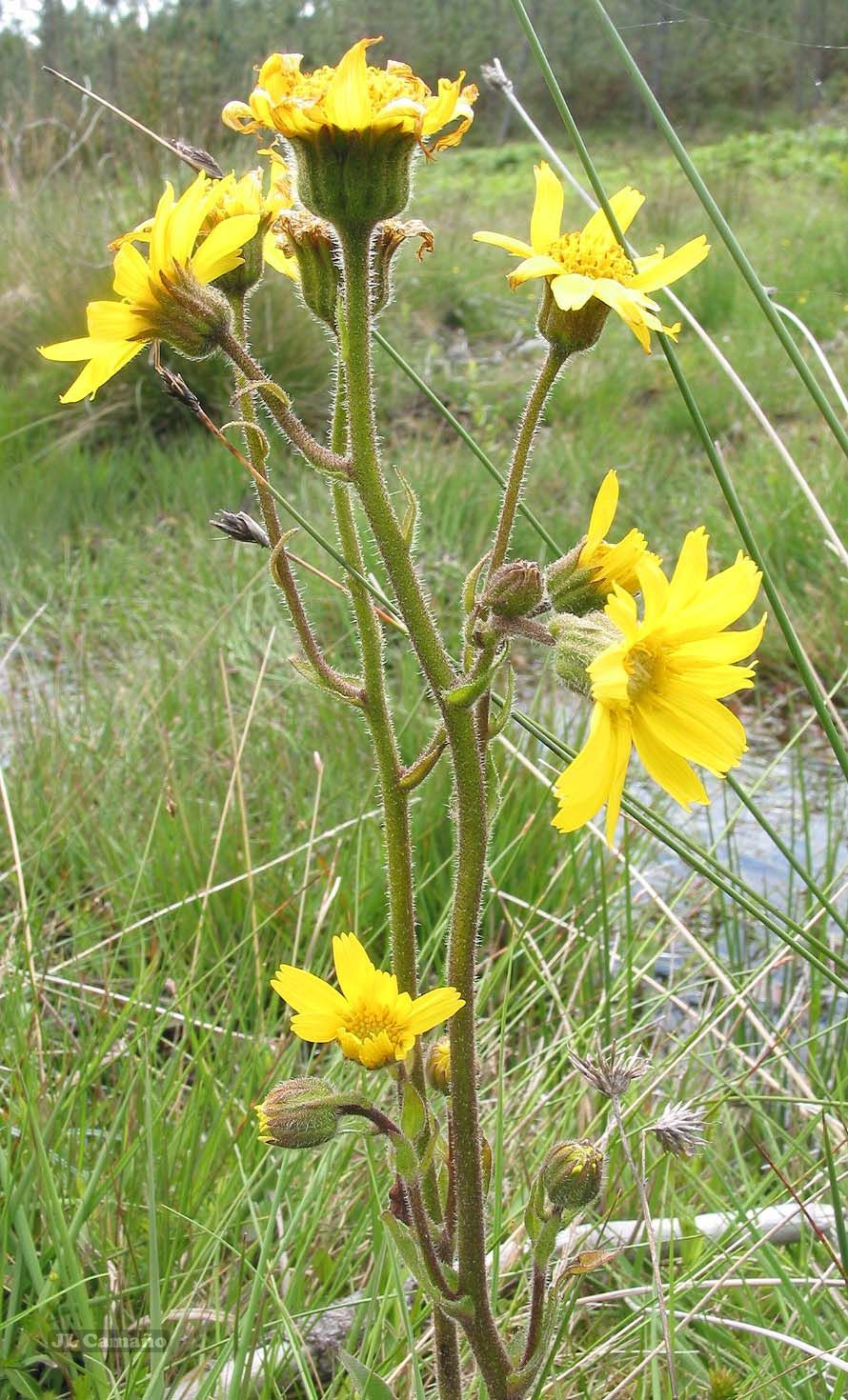
Partie aérienne.
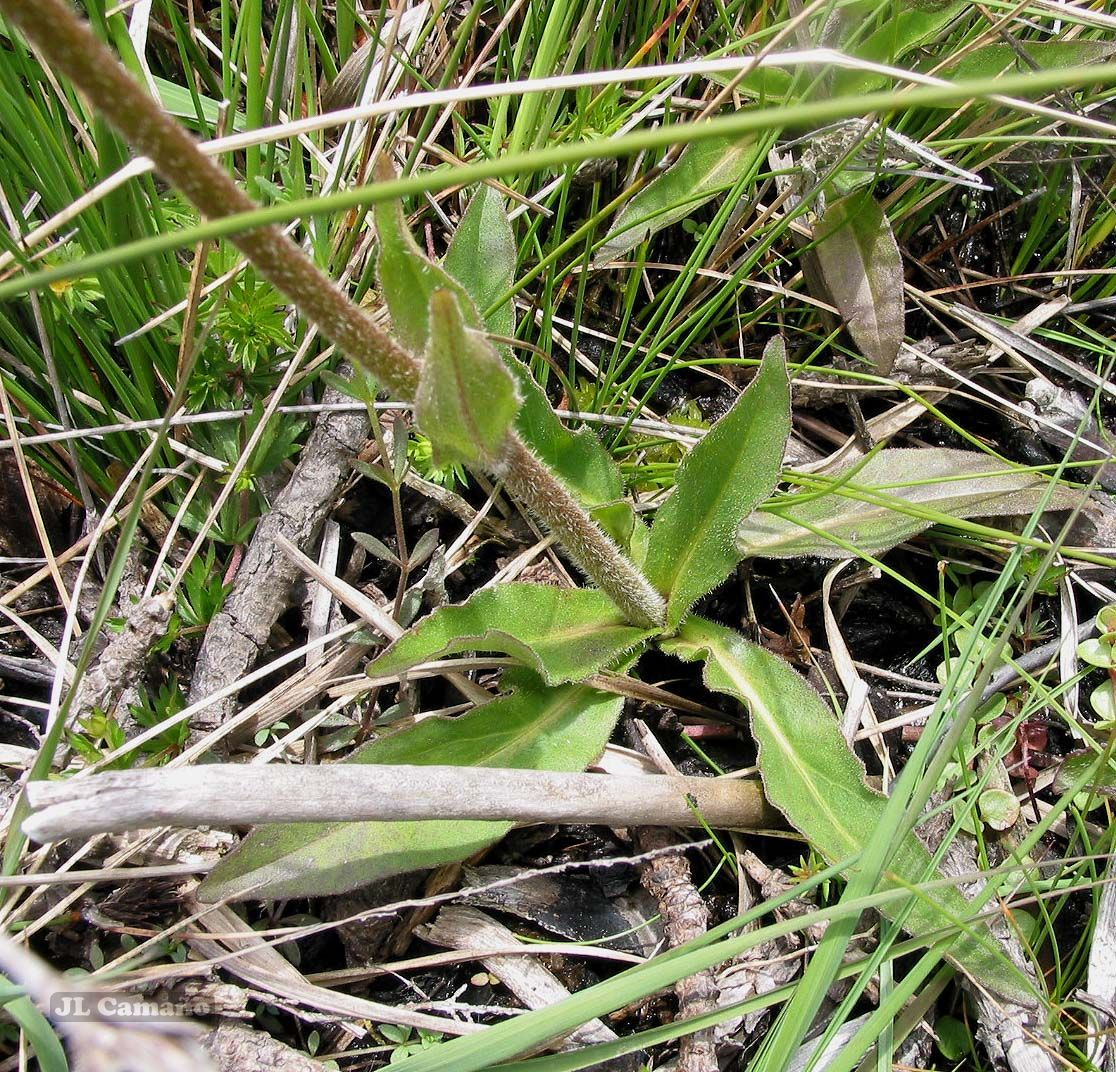
Rosette.
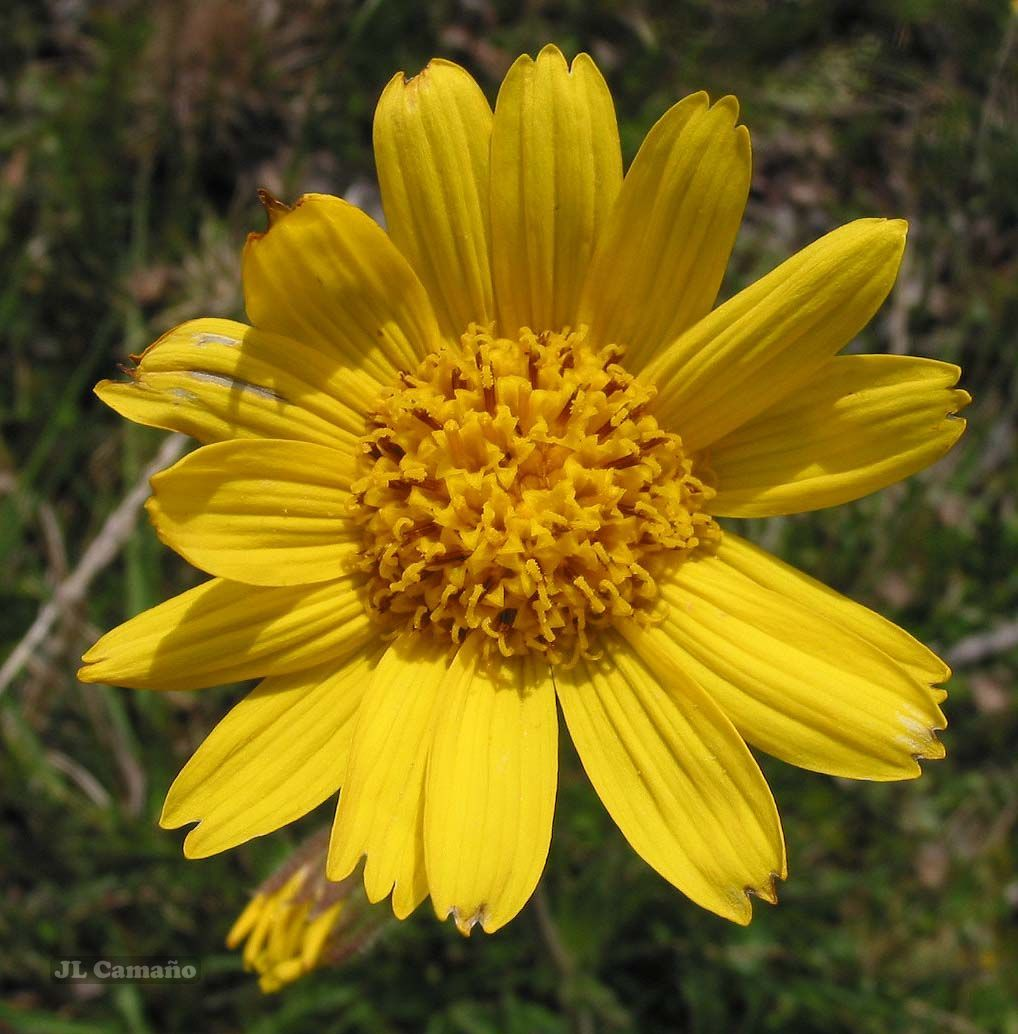
Capitule.
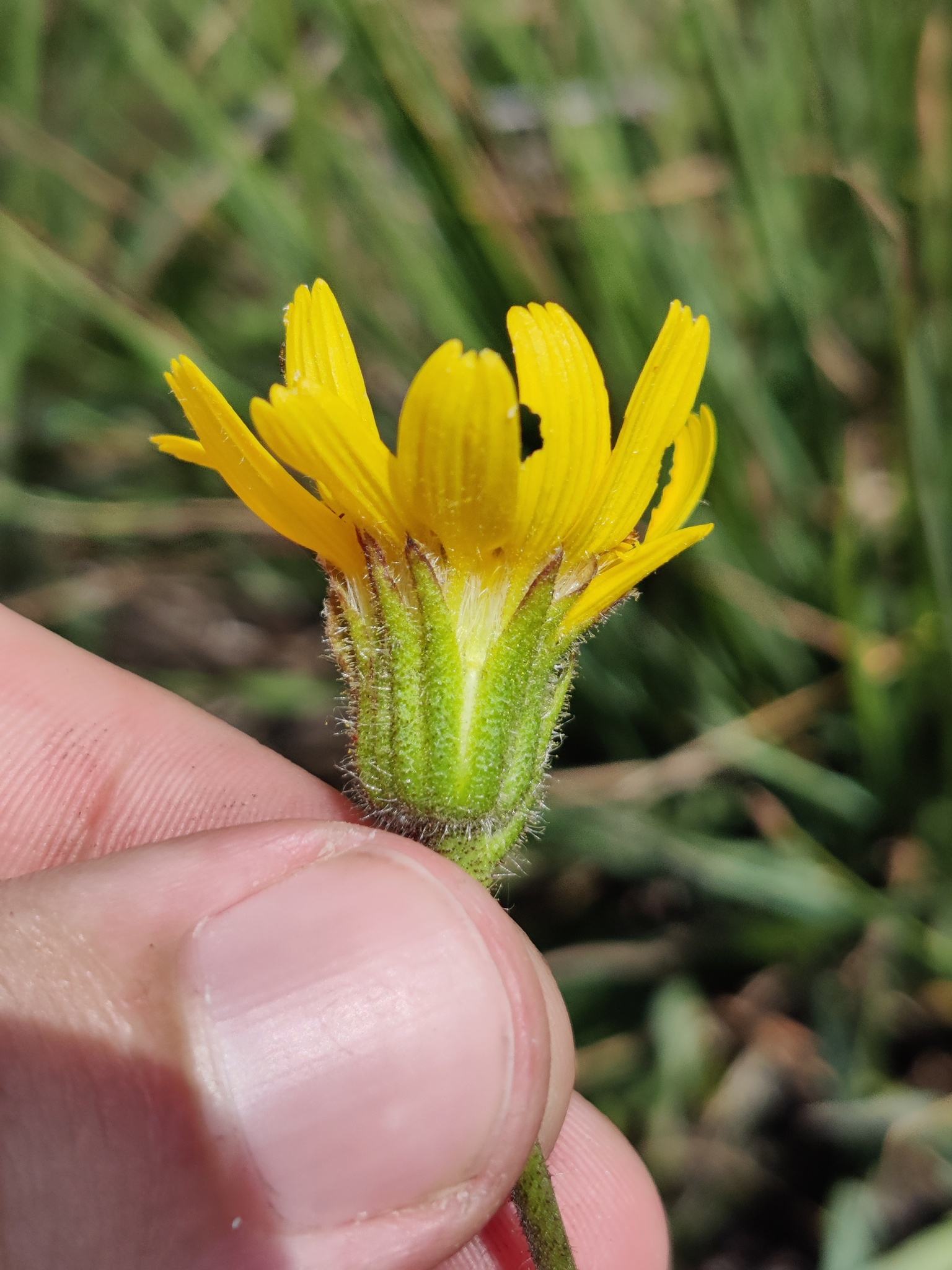
Calice.
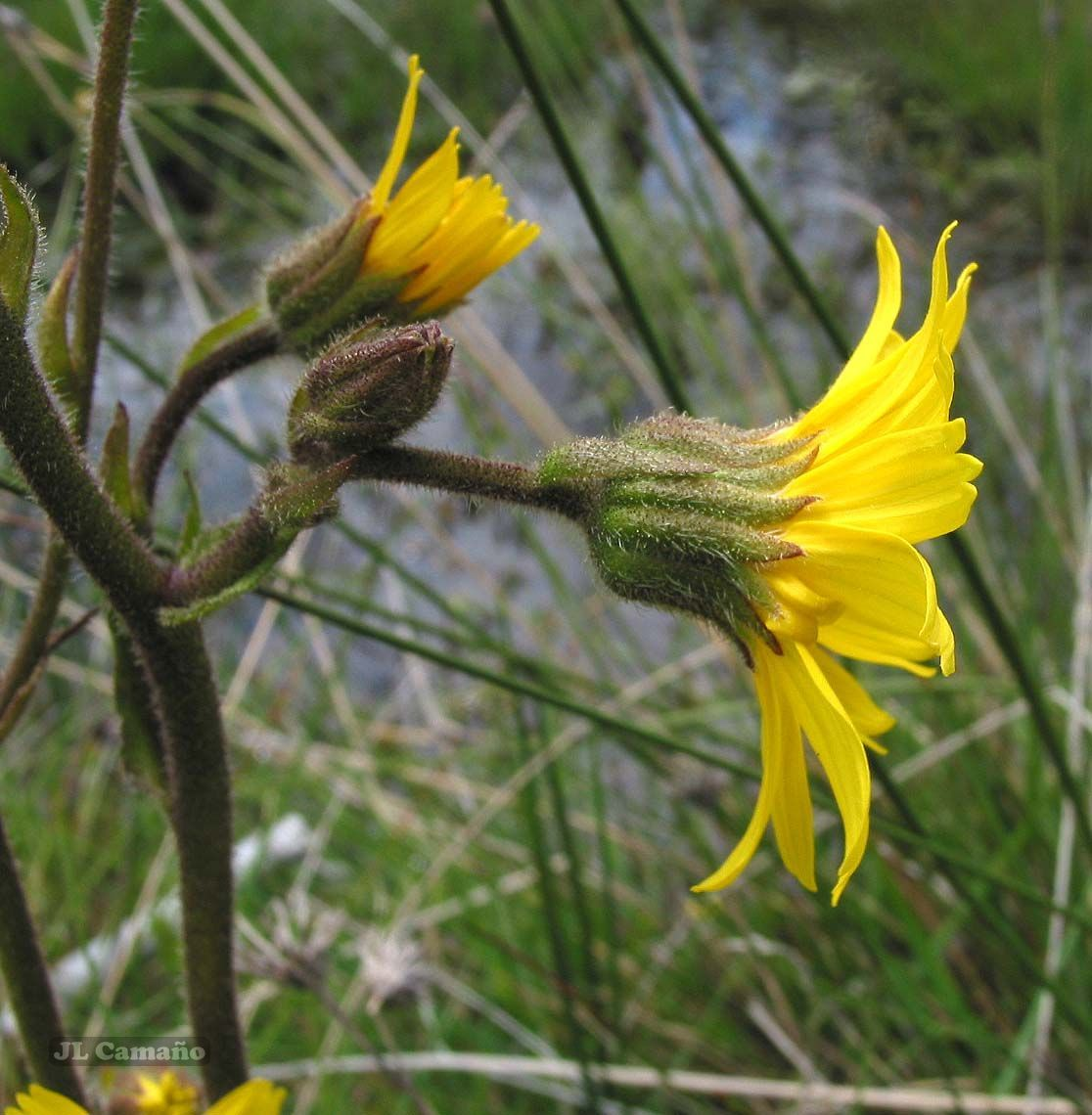
Capitules secondaires.

### Synonymes
- Doronicum arnica Desf. (1804, Tab. École Bot., éd. 1 : 101)[13]
- Doronicum montanum (L.) Lam. (1786, Encycl. Méth., Bot., 2 : 312)[13]

### Étymologie

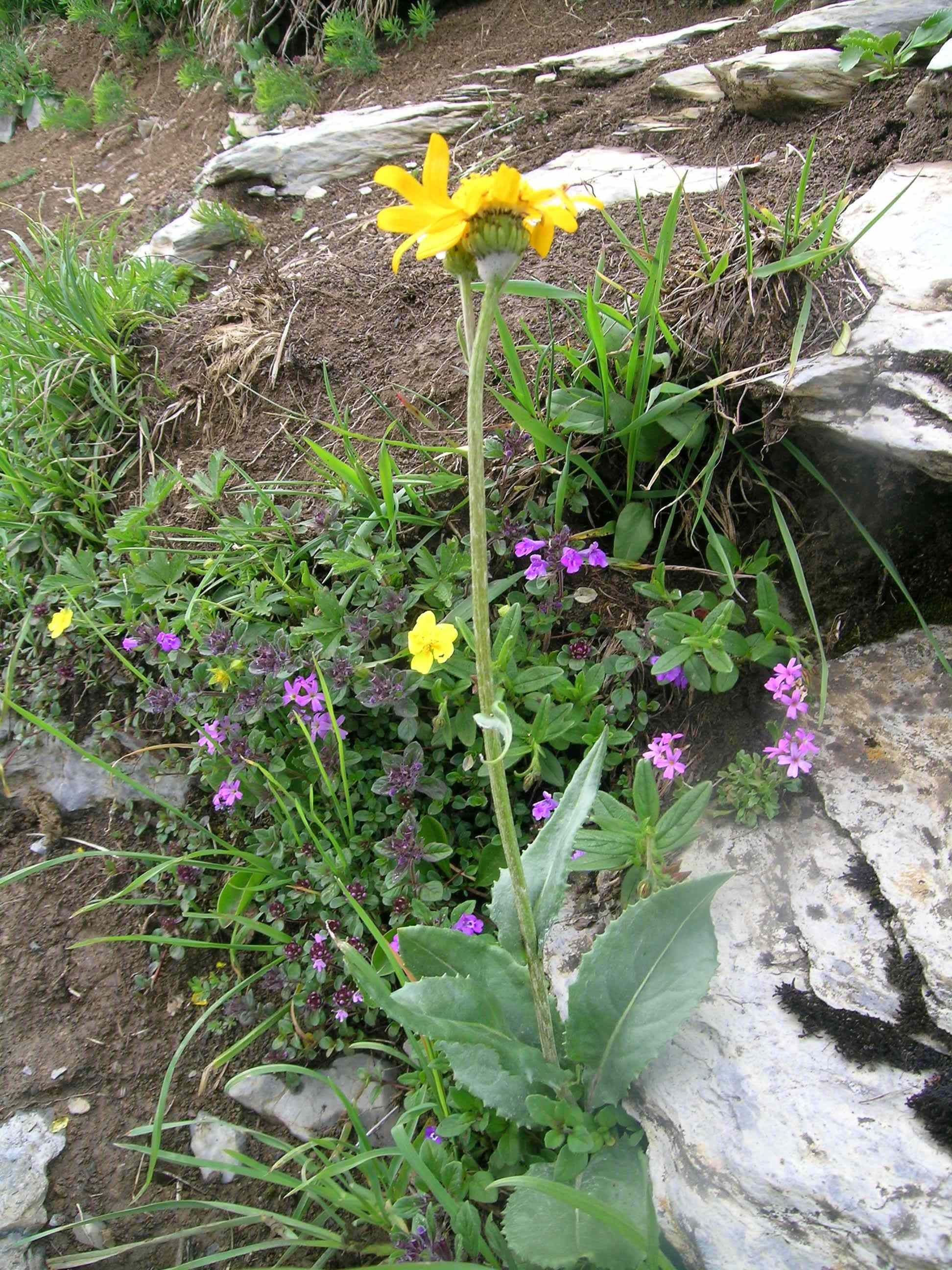
Senecio doronicum : il est possible de le confondre avec Arnica montana. Ce séneçon pousse dans le même biotope que Arnica montana subsp montana, mais ses feuilles sont alternes et beaucoup plus coriaces. De plus ce séneçon ne dégage aucune odeur particulière.

D'après Pierandrea Mattioli, dans la Grèce antique, la plante nommée par Dioscoride alcimos, c'est-à-dire « salutaire » serait l'arnica des montagnes. Selon Paul Victor Fournier, ce serait Matthaeus Silvaticus, au XIVe siècle, qui serait le premier à l'avoir nommé « ptarmica ». Cependant la plante est confondue avec le genre Alisma ou Damasonium. Ce nom sera repris par Conrad Gesner au XVIe siècle, puis transformé par le médecin allemand Jean-Michel Fehr en « arnica » au XVIIe siècle.
Par la suite de nombreuses dénominations se succédèrent. En effet, la proximité du genre Arnica avec le genre Doronicum souleva de nombreuses polémiques entre le XVIIe siècle et le XIXe siècle. Joseph Pitton de Tournefort, au XVIIe siècle, l'insère pour la première fois dans le genre Doronicum et la nomme « Doronicum plantaginis folio alternum ». Carl von Linné, au XVIIIe siècle, donne pour caractères distinctifs de l'arnica, toutes les semences aigrettées, et cinq filaments stériles dans les demi-fleurons. Il crée donc des genres distincts et nomme l'espèce selon sa méthode binomiale « Arnica montana ». À la même époque, Jean-Baptiste de Lamarck classe le genre Arnica au sein des Doronic et la nomme « Doronicum oppositifolium ». De même, selon Bernard de Jussieu et Pierre Jean François Turpin, le premier des caractères de Linné est trop peu important pour établir une distinction générique et le second n'existerait pas. D'autres noms voient alors le jour comme « Doronicum montanum » en 1786 et « Doronicum arnica » en 1804. La classification actuelle retiendra celle de Carl von Linné.
L'étymologie de « arnica » est mal connue. Ce nom proviendrait peut-être de l'arabe comme il était d'usage à l'époque mais il est plus probable qu'il vienne d'une altération latine du grec ancien πταρμική « ptarmique » (plante dont les fleurs font éternuer) du substantif πταρμός « éternuement », du verbe πταίρω forme moyenne πτάρνυμαι « éternuer ». La forme moyenne explique la substitution de n à m dans la forme grecque qui est à l'origine de la forme latine. L'amuïssement de pt s'explique par le fait que le latin ne connaît pas ce groupe de consonnes à l'initiale. Cette étymologie fait clairement allusion aux propriétés sternutatoires de l'arnica. Par ailleurs, Jean-Michel Fehr la recommande en 1678 comme poudre à priser et à éternuer purgeant le nez,.
L'épithète montana, féminin de montanus présent dans les appellations faisant référence au genre Doronicum comme au genre Arnica, signifie « montagnard », indiquant le caractère principal de sa répartition. Elle provient du latin mons.

#### Appellations vernaculaires
Populairement, en France, Arnica montana est appelée « plantain des Alpes » à cause de la forme lancéolée de ses feuilles et de leurs nervures longitudinales saillantes, « tabac des Vosges » ou « tabac des Alpes » par allusion à l'ancien usage de ses feuilles. Ces deux noms font également référence à son aire de répartition. De plus, elle est nommée « herbe aux chutes », qui est une façon de nous rappeler son caractère anti-ecchymotique. Enfin, elle est nommée « Bétoine des montagnes »,.
En Allemagne, elle est désignée par Wolferley ou Wolfstöterin signifiant « tueuse de loup » car la plante passe pour vaincre la puissance du loup. Le mythe nordique du loup Fenris oppose ce dernier à la pure vitalité du soleil, le loup tentant d'assombrir tout ce que le soleil représente en nous.
La désignation scientifique ou ses traductions littérales (en français : « Arnica des montagnes », « Arnique des montagnes » et « Arnique montagnère ») sont internationalement plus répandues que les appellations vernaculaires ; que ce soit en allemand ou en français, leur usage est souvent tombé en désuétude.

## Écologie

### Distribution géographique

Carte de répartition d’Arnica montana.

Arnica montana est une plante originaire des régions montagneuses de l'Europe et du sud de la Russie, région appelée Écozone paléarctique. Plus précisément, Arnica montana subsp montana est essentiellement présente en Europe, du sud de la Norvège et de la Lettonie, au sud du Portugal, des Apennins nord et au sud des Carpates. Quant à la variété atlantica, elle est limitée à une zone allant du sud-ouest de la France au sud du Portugal. Voici quelques décennies, Arnica montana était encore une plante commune en Europe. Elle pouvait se rencontrer partout sur le continent, de la plaine jusqu'à 2 850 mètres. Aujourd'hui, elle est en forte diminution sur la totalité de son aire de distribution et elle se cantonne aux stations les plus hautes et les plus difficiles d'accès,,.
En France, Arnica montana subsp montana est très rare à l'étage collinéen ; elle est surtout présente à partir de l'étage montagnard jusqu'à l'étage alpin. Elle est présente dans les Pyrénées, le Massif central, le Morvan, les Ardennes, les Vosges et les Alpes. La variété atlantica se rencontre en plaine en Sologne ainsi que dans le Sud du département des Landes d'où elle a quasiment disparu,,.

### Exigences écologiques

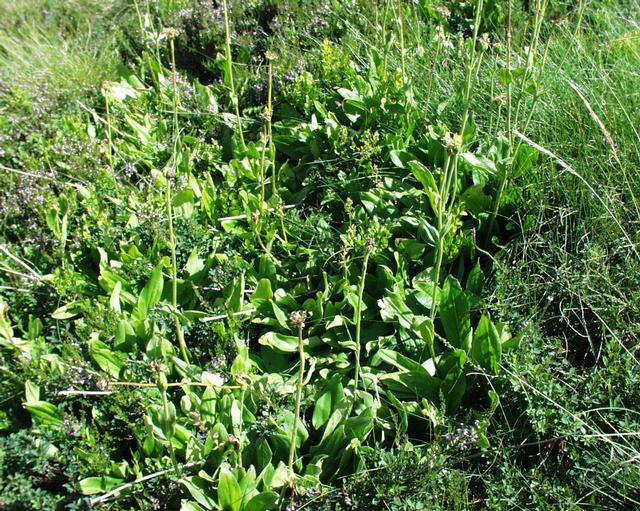
Pieds de Arnica montana subsp montana au sein d'une lande à callune.

Arnica montana var. montana est une variété continentale héliophile (ou de demi-ombre). Elle est totalement acidiphile et se plait au sein des sols pauvres en bases (calcifuge) et en éléments nutritifs. Par contre, elle est très peu exigeante quant au substrat pédologique : elle accepte aussi bien les tourbes et les argiles, que les limons (surtout sableux ou caillouteux) et les arènes. Ces sols devront néanmoins contenir de la silice et être modérément secs à humides (parfois avec des contrastes hydriques au cours de l'année).
Arnica montana var. atlantica est une variété sub-océanique, également héliophile (ou de demi-ombre). Elle ne supporte pas les chaleurs extrêmes mais contrairement à la variété montana, craint les gelées tardives. De plus, elle préfère les sols humides à très humides. Quant à ses autres exigences édaphiques, elles sont identiques à celles de la variété montana, à savoir un sol acide à très acide ne contenant que très peu de bases et de phosphates.
Caractère indicateur : Arnica montana est donc un bioindicateur extrêmement fiable des sols acides très pauvres en bases et en éléments nutritifs,. L'abondance d'Arnica montana est indicatrice d'un long passé de la végétation à l'état de lande.

### Phytosociologie

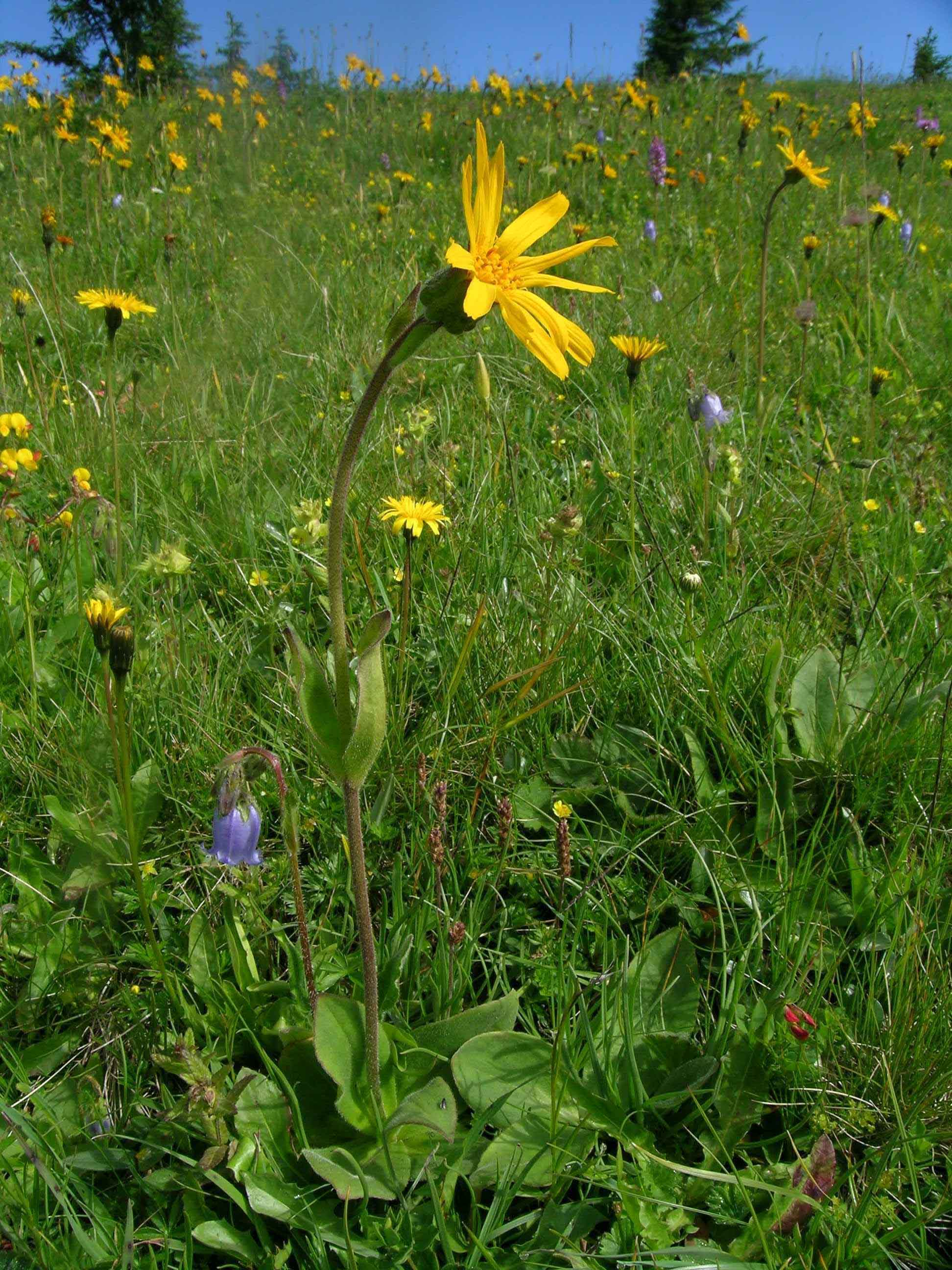
Arnica montana subsp montana en compagnie de Campanula barbata.

Arnica montana subsp. montana est une orophyte péri-alpine, préférant les adrets au nord de l'Europe et les ubacs au sud. Elle affectionne particulièrement les pelouses maigres montagnardes et sommitales acidophiles soumises à l’effet de crête, principalement sur silice (Caricion curvulae et Violion caninae) et en particulier sur Nardion strictae (Nardus stricta, le nard raide). Ceci, jusqu'au bord des dalles rocheuses et dans les landes à callune et à myrtille (Vaccinio-Genistetalia). Elle pénètre parfois dans les forêts peu denses du Rhododendron-Vaccinion (Pinèdes, Cembraies et Mélézins) ou dans les zones plus humides du Juncion squarrosi (Jonçaies à Canche cespiteuse). Cette arnica est présente dans les Pyrénées dans un biotope particulier : les pelouses siliceuses à Festuca eskia,,. Dans les Alpes, Arnica montana subsp. montana forme une association végétale avec Campanula barbata par l'intermédiaire de leurs exsudats racinaires.
Arnica montana var. atlantica, quant à elle, est présente dans les landes à bruyères humides et les prairies marécageuses des ubacs jusqu'à 1 700 m d'altitude. Elle apparaît généralement dans des communautés appartenant à l'Alliance Anagallido tenelleae-Juncion bulbosi propre aux tourbières plates des zones de colline et de moyenne-montagne océaniques. Ses plantes compagnes sont généralement Anagallis tenella, Drosera anglica, Pinguicula lusitanica, Rhynchospora alba, Rhynchospora fusca et Scutellaria minor,.

### Plasticité génétique et phénotypique
Une étude des variations génétiques moléculaires a montré que les populations d’Arnica montana des Vosges avaient conservé une diversité génétique relativement grande entre les altitudes. L'isolement génétique est plus important pour les populations fragmentées de l'étage collinéen, alors que les populations montagnardes constituent une métapopulation. A. montana possède une grande plasticité phénotypique et une variabilité génétique considérable qui pourraient s’avérer cruciales face aux changements climatiques. La grande plasticité de l’espèce a montré que les plantules sont capables de survivre à une augmentation de températures annuelles d’au moins 2 °C. A. montana semble avoir un type de reproduction plutôt sexué à l'étage collinéen et plutôt clonal à l'étage montagnard.

### Parasitisme

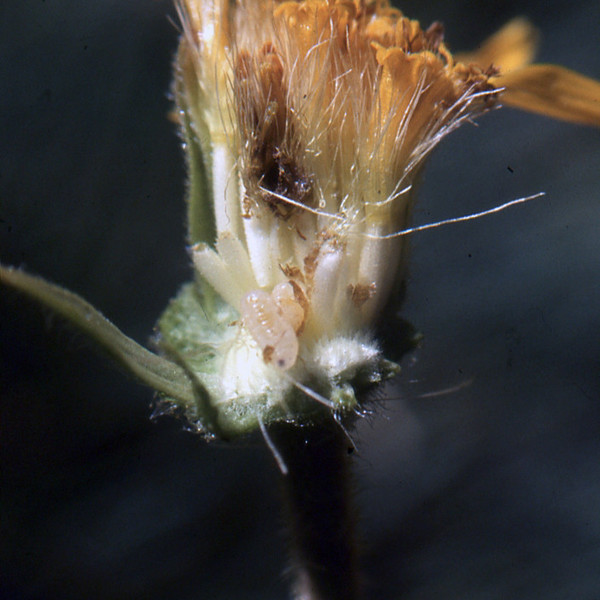
Larves de Tephritis arnicae au sein d'un capitule d'Arnica montana fendu en deux. Cet insecte déprécie fortement sa qualité médicinale

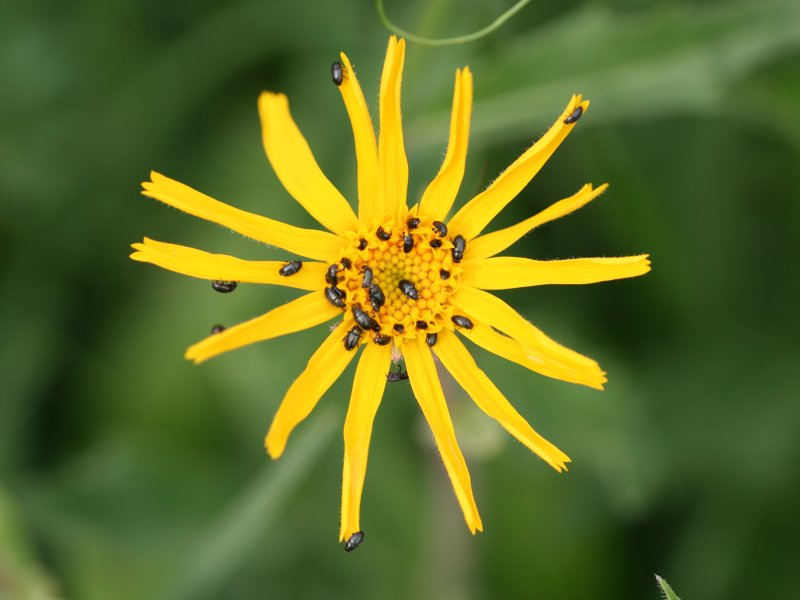
Coléoptères du genre Meligethes sur un capitule d'Arnica montana

À l'état sauvage, les capitules d’Arnica montana subsp. montana sont régulièrement parasités par un diptère, Tephritis arnicae, dont le développement est totalement dépendant de la plante. La femelle pond dans le bouton floral, la larve se nourrit des jeunes graines, s'y transforme en une pupe noire et hiverne dedans. Les graines non-parasitées sont également impactées puisqu'elles sont collées par les amas de matière fécales des larves. Ce parasite réduit donc les capacités de l'Arnica à produire et disperser ses graines. Après la récolte, bien que ces larves soient aisément extraites et que les capitules parasités soient ensuite utilisables, certains auteurs les disent très toxiques tandis que d'autres accusent ces larves de faire perdre à l'arnica ses propriétés médicinales,. Beaucoup plus rarement, il est égagement possible de trouver une petite galle d'un Cynipidae dans les capitules. Il s'agit d'akènes lignifiés, dans lesquels la larve solitaire d'Aulacidea arnicae se développe et nymphose.
De même, deux mineuses semblent parasiter les feuilles d'Arnica montana. Il s'agit de la chenille du lépidoptère Digitivalva arnicella de la famille des Yponomeutidae, ainsi que de la larve du diptère Phytomyza arnicae de la famille Agromyzidae. Un autre diptère, Melanagromyza arnicarum (du genre Melanagromyza) creuse la tige et se transforme en pupe dans les rhizomes. Enfin, les capitules peuvent être habités par de petits coléoptères du genre Meligethes, qui se nourrissent de son pollen.
Certains gastéropodes semblent également être impliqués. Que ce soient des limaces herbivores importées comme Arion vulgaris ou les limaces locales, toutes portent une préférence nette pour les feuilles d’Arnica montana. Alors que les plants adultes sont rarement détruits (car ils répondraient à l'agression par une production de substances volatiles désavantageuses), l'effet des mollusques sur les semis printaniers est généralement fatal. Il apparaît alors que les limaces herbivores favorisent la reproduction végétative plus que germinative. De plus, il semblerait qu'elles soient un facteur clé dans la sélection et la distribution géographique des populations d’Arnica montana. En effet, leur impact paraît augmenter avec une baisse de l'altitude, et ainsi défavoriser les peuplements de plaine. Les causes incriminées semblent être l'augmentation de la température (donc le développement des limaces) et la baisse de production d'huiles essentielles.

## Impacts humains et protections des populations sauvages

### Impacts de l’agriculture
L'agriculture intensive est mise au banc des accusés dans la raréfaction d'Arnica montana. En effet, le surpâturage, l'azote, la potasse, les éléments alcalinisants (chaulage, excréments ovins), les sur-semis et les labours sont autant d'éléments fatals pour l'arnica. Selon l'UICN, dans de telles conditions, « la plante ne revient pas à l’ancien habitat pendant des décennies »,,.

#### Le pâturage des ovins
Arnica montana devient de plus en plus rare du fait du changement de type de bétail sur les prairies agricoles. Lorsque l'on remplace le pâturage des bovins par celui des ovins, elle disparaît totalement en un ou deux ans. Les excréments alcalinisants des moutons sont fatals à cette plante acidophile. Ce fut en particulier spectaculaire sur les Hautes-Chaumes du Haut-Forez (Auvergne-Rhône-Alpes) où l'introduction du mouton a fait disparaître les grandes stations d'Arnica montana en deux ans.

#### La fertilisation des sols

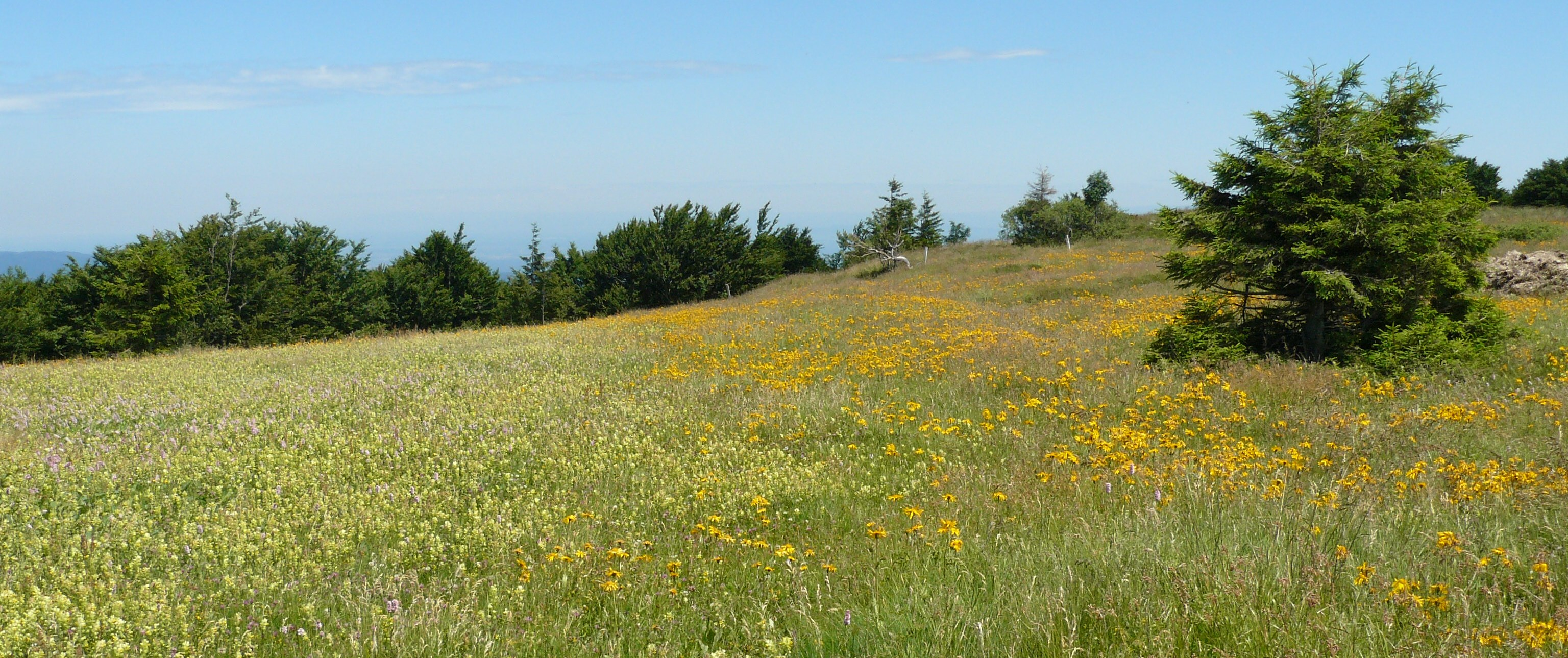
Impact agricole sur les populations sauvages de Arnica montana, à gauche : Rhinanthus alectorolophus, Markstein, juillet 2008.

La fertilisation des sols par l'agriculture intensive met également en danger les populations sauvages d'Arnica. Dans les Alpes suisses, une expérience de fertilisation de pelouses du Geo montani-Nardetum, un des biotopes privilégiés de Arnica montana subsp montana, fut pratiquée en 1930 par le Dr. W Lüdi et poursuivie jusqu'en 1990 par des équipes de scientifiques de l'université de Berne. Le protocole prévoyait différents itinéraires de fertilisation, combinant des apports d'azote, de phosphore, de potassium, de calcium et de fumier, avec suivi des effets et de leur persistance sur la composition floristique et sur les caractéristiques pédologiques des microparcelles. Les conclusions de cette expérimentation menée sur le long terme montrent d'une part un développement rapide de Festuca rubra, Phleum alpinum et plus généralement des espèces à large spectre sous l'effet des apports de phosphore, de calcium et de fumier, ces évolutions floristiques s'accompagnant d'une élévation significative du pH et de la richesse minérale du sol. D'autre part, elle démontre une régression rapide de Nardus stricta, Arnica montana, Geum montanum et de la plupart des espèces acidophiles,,.
Quant à la variété atlantica, son biotope est également sous menace de destruction du fait du changement des conditions écologiques. En effet, l'amélioration culturale des prairies marécageuses a provoqué la raréfaction de l'espèce.

#### L’agriculture extensive

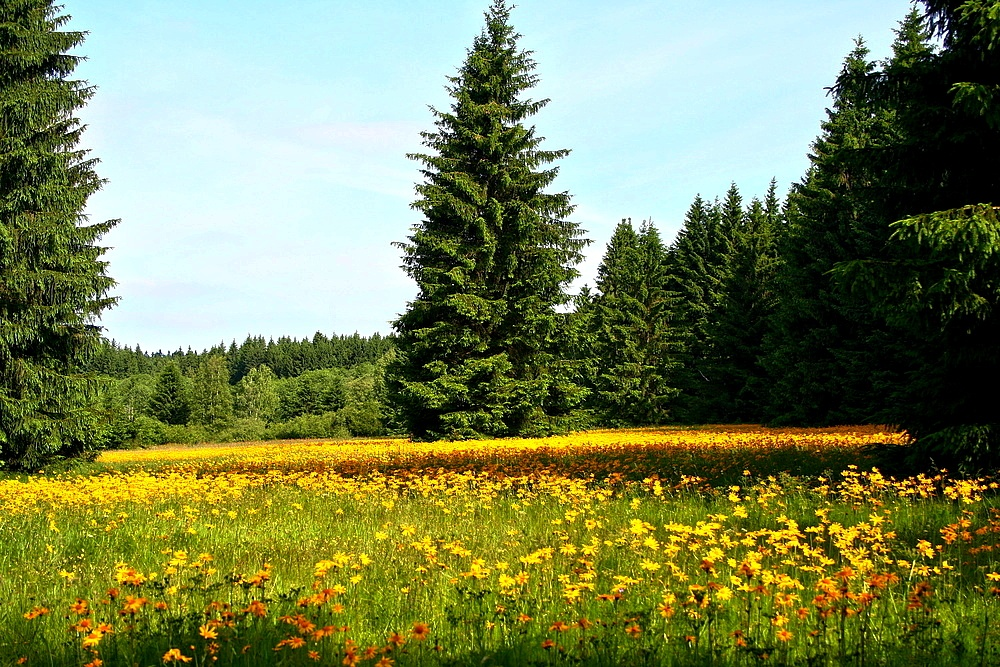
Lorsque les conditions sont réunies, l'Arnica peut être très abondante (monts Métallifères, Allemagne)

L'agriculture extensive, au contraire, favorise le développement d’Arnica montana. L'exemple du Markstein, dans les Ballons des Vosges semble être assez probant. En effet, une étude scientifique agroenvironnementale a été menée en partenariat avec le Parc naturel régional des Ballons des Vosges par l'université de Metz (Laboratoire de Phytoécologie du professeur Serge Muller) sur une parcelle communale en friche de 14 ha, pendant trois ans de 1998 à 2001. Partant de l'arnica en tant que principal bioindicateur de l'état de ces hauts-pâturages, l'étude a permis d'établir quelles mesures prendre pour en préserver l'écosystème et la biodiversité. Ainsi, l'introduction d'un petit cheptel de bovins, le renoncement à tout engrais sur la parcelle, ainsi que la taille des buissons envahissants, auront permis d'y obtenir une augmentation notable des populations d’Arnica montana. Refus des bovins, l'Arnica a pu se développer au détriment des plantes fourragères. Un pacage extensif effectué le plus tôt possible dans la saison semble donc positif,,. D'autres préconisent également une fauche tardive. Pour un résultat optimal, l'Office fédéral de l'environnement de Berne (Suisse) conseille une fauche tous les 3 ans sur la moitié voire le quart de la parcelle, l'exploitation de ces prairies devant se dérouler du 1er juillet à 800 m d'altitude jusqu'au 31 à 1 600 m. L'agriculture extensive est donc propice à l'arnica : il faut un minimum d'interventions humaines (coupe de bois, fauche) ou de présence animale afin de maintenir le biotope des prairies naturelles. Un terrain laissé à l'abandon évoluerait vers la lande à callune ou à myrtille, puis vers la forêt. Quoique potentiellement présentes dans ces biotopes, les populations d'Arnica montana n'en seraient pas moins largement amoindries.

### Impacts de la cueillette sauvage

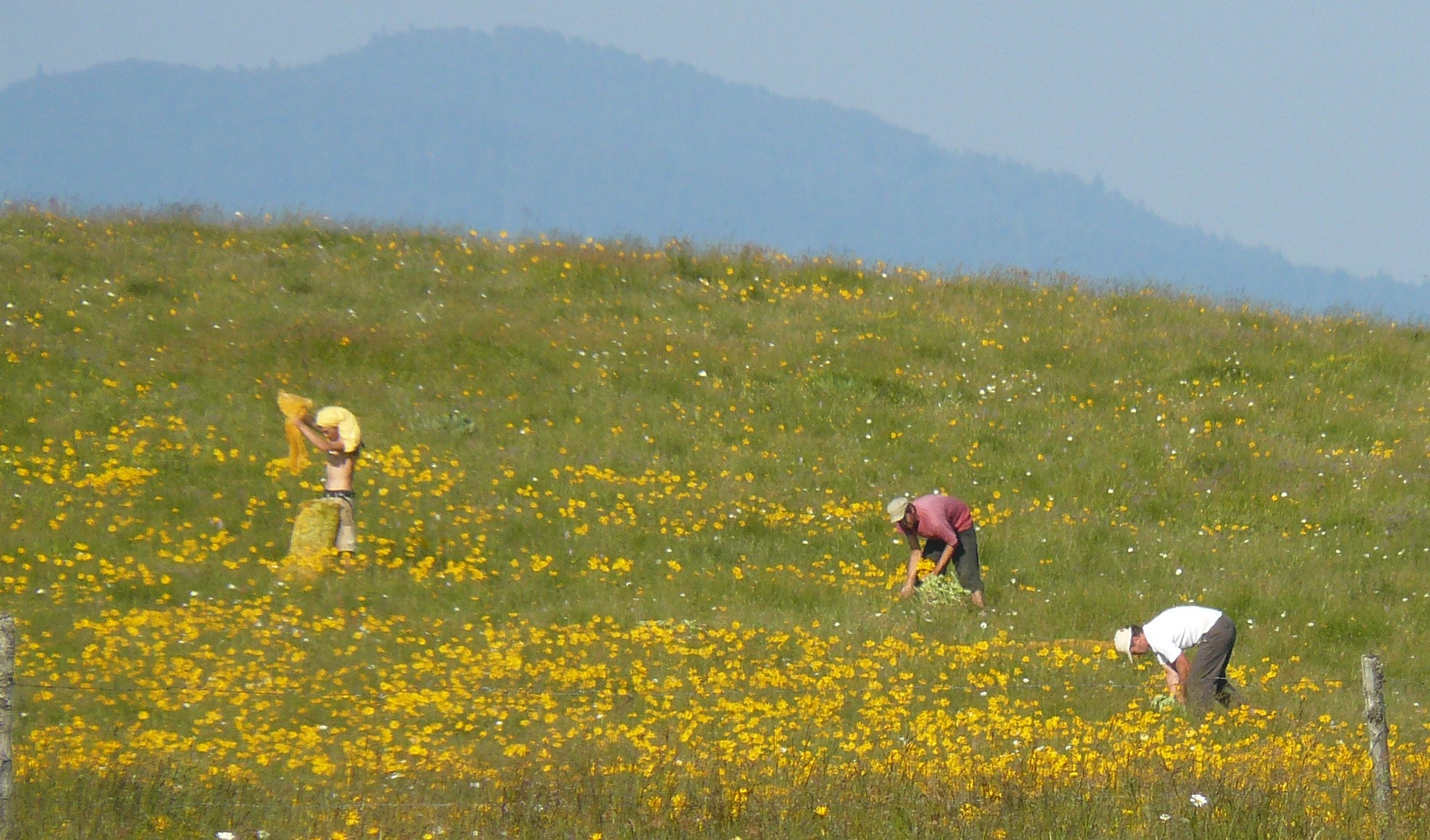
Cueillette de plante entière de Arnica montana sur le Markstein, juillet 2008.

Les risques associés à la cueillette sauvage en général incluent la surexploitation des plantes endémiques (les espèces ayant des distributions géographiques très restreintes sont vulnérables au risque d'extinction), la perte de diversité génétique par régression ou élimination de populations locales porteuses de caractéristiques génétiques uniques et la destruction inutile de plantes provoquée par des pratiques de récolte négligentes.
Le Laboratoire de Phytoécologie de Metz a démontré, au travers de relevés précis et réguliers sur le site du Markstein, que le fait de cueillir l'Arnica de façon adéquate et contrôlée ne menace pas l'espèce de disparition. En effet, extraire Arnicae planta tota signifie détacher le plant de son rhizome (la partie racinaire se rattachant au rhizome étant prélevée). Cette méthode stimule les bourgeons dormants situés dans les rhizomes restants ; ils continuent alors de croître pour produire l'année suivante un autre plant. On évite ainsi des pertes et des troubles sévères à l'habitat. De plus, lorsque les cueilleurs coupent le capitule, ils suppriment l'hormone inhibitrice des bourgeons floraux axillaires et stimulent leur floraison. Une cueillette modérée n'est donc pas néfaste à Arnica montana.
Néanmoins, devant la raréfaction des stations sauvages existantes et dont l'exploitation est légalement autorisée, la cueillette tend à se concentrer sur quelques sites. Face à une surexploitation avérée ou envisageable de ces stations sauvages, il est nécessaire de prendre des mesures adéquates pour pouvoir continuer à exploiter les ressources restantes en Arnica à moyen et à long termes. Dans le cas contraire, une cueillette abusive serait néfaste tant du point de vue de l'écologie que de la médecine et de l'économie.

### Protections
L'Union européenne considère Arnica montana comme « une espèce végétale d'intérêt communautaire dont le prélèvement dans la nature et l'exploitation est susceptible de faire l'objet de mesures de gestion ». Tout type de prélèvement peut être réglementé : plantes fraîches ou séchées, y compris, le cas échéant, feuilles, rhizomes, tiges, graines, et fruits. Dans ce cadre, Arnica montana est une espèce des prairies de fauche de l'annexe V de la Directive habitats 92/43/CEE,.
En Europe, Arnica montana est inscrite sur la liste des plantes protégées de certains pays. Elle est considérée « indéterminée » à Kaliningrad et en Ukraine ; « rare » en République tchèque et « vulnérable » en Bosnie-Herzégovine, en Lituanie, en Pologne, aux Pays-Bas, en Finlande, en Suède et au Portugal,,.
En Hongrie, Arnica montana est considérée comme « menacée » et est l'une des rares espèces dont la collecte est interdite (1982.III.15.KTM décret et ses amendements),,.
En Roumanie, elle est considérée comme « vulnérable » et depuis 1996, un permis pour la collecte Arnica montana capitules est nécessaire en Roumanie,,.
En Allemagne, elle est considérée « menacée », à ce titre, elle figure dans le décret fédéral de protection des espèces sauvages (Bundesnaturschutzgesetz) en appendice 1. Sa cueillette en est donc fortement contrôlée et nécessite, à titre exceptionnel, une autorisation fédérale. Elle est interdite pour des fins lucratives.
En Suisse, Arnica montana est inscrite en liste rouge sous protection régionale dans les cantons du Jura et sur le Plateau où elle est considérée comme espèce « en danger ». Dans le Canton de Berne, la cueillette de cette plante à des fins lucratives requiert une autorisation de l’Inspection de la protection de la nature,.
En Italie, la protection des végétaux médicinaux et aromatiques et de leurs habitats naturels est soumise au Décret Royal (R.D) No. 772 de 1932. Il y est inscrit que la quantité maximum d'Arnica montana permise à la récolte sauvage est de 5 kg frais (capitules et racines) par personne et par an.
En Espagne, il n’existe pas de législation qui interdise et contrôle la récolte d'Arnica montana dans tout le territoire, excepté dans les zones faisant partie d’un Parc national ou
d’une Réserve naturelle intégrale. Cependant, cette espèce étant incluse dans l’annexe V de la Directive Habitats, cette directive a été transposée en Espagne dans le RD 1997/1995 et dans l’annexe D du Règlement CE 338/97. Dans ce cadre, en Catalogne, il est nécessaire d'avoir l'accord du Département de l’environnement et de l’habitat (DMAH) afin de pouvoir en tirer profit,.
En France, les deux variétés montana et atlantica sont soumises à réglementation municipale (Vosges), préfectorale (Cher, Loiret, Alpes-de-Haute-Provence et Lot), départementale (Cher, Loiret et Isère) et régionale (Centre, Bourgogne et Aquitaine). « Dans ces territoires, sont interdits, en tout temps, la destruction, la coupe, la mutilation, l'arrachage, la cueillette ou l'enlèvement, le colportage, l'utilisation, la mise en vente, la vente ou l'achat de tout ou partie des spécimens sauvages. Toutefois, les interdictions de destruction, de coupe, de mutilation et d'arrachage ne sont pas applicables aux opérations d'exploitation courante des fonds ruraux sur les parcelles habituellement cultivées. »
Arnica montana est également protégée dans le cadre de la convention alpine et de certains Parc nationaux.
Ces taxons sont à protéger en plaine.

## Usages et propriétés

### Constituants
À des fins médicinales et selon la nomenclature pharmaceutique, on utilise les capitules secs (Arnicae flos), la partie aérienne fleurie fraîche (Arnicae herba), la plante entière fleurie fraiche (Arnicae planta tota) et les racines (Arnicae radix). Ses composants font d'Arnica montana une plante toxique.

Structure chimique de l'hélénaline.

Structure chimique de la dihydrohélénaline.

Les drogues brutes de Arnicae flos sec et de Arnicae herba sont principalement constituées de lactones sesquiterpéniques avec une prédominance pour l'hélénaline, la dihydrohélénaline et leurs acide gras esteriques. Ceci pour une teneur de 0,3 % à 1 % du poids sec de capitules et de 0,1 à 0,5 % du poids sec de feuilles. Ces drogues contiennent également des flavonoïdes (0,4 à 0,6 %) comme les glycosides de spinacétine, hispiduline, patulétine et d'isorhamnétine. Les huiles essentielles constituent 0,2 à 0,35 % des capitules et 0,2 à 0,5 % dans les feuilles et se composent principalement d'acides gras et de dérivés du thymol et des mono- et sesquiterpènes. Ces huiles essentielles sont responsables de l'odeur. On retrouve également des coumarines telles que l'ombelliférone et le scopolétol. Arnicae flos contient davantage d'acides phénoliques et de coumarines que les feuilles. Ils sont également composés de traces (0,000 5 mg/kg) d'alcaloïdes pyrrolizidine (tussilagine et isotussilagine). Ces capitules contiennent plus d'arnicine que le rhizome et aucun tanins. Leur couleur est liée à des caroténoïdes,,,.
La composition quantitative est variable en fonction de l’origine des plants. Les capitules d’Europe centrale renferment essentiellement des esters d’hélénaline alors que les espagnols sont riches en esters de dihydrohélénaline. De plus, les plants de Arnica montana var. atlantica semblent plus intéressants à cause de leurs composés chimiques moins allergènes,,,,,.
Les principaux constituants de Arnicae radix sont de l'huile essentielle (2 à 4 % dans les racines, 3 à 6 % dans les rhizomes) qui sont à 85 % composées de dérivés de thymol. Les principaux composants individuels sont le 2,5-diméthoxy-p-cymène, l'éther méthylique de thymol et le 2,6-diisopropylanisole. Sont également présents des tanins, des polyynes, des acides chlorogéniques, de la cynarine et des oligosaccharides. Les lactones sesquiterpéniques n'ont pas été détectés ni dans les racines ni dans les rhizomes de Arnica montana.
L'hélénaline ainsi que la dihydrohélénaline, responsables de l'amertume, semblent être les constituants produisant les propriétés anti-inflammatoires et analgésiques de l'Arnica. Plus précisément, l'hélénaline serait un puissant inhibiteur du facteur de transcription nucléaire NF-κB, un facteur crucial du processus inflammatoire. Il semblerait également que ces lactones sesquiterpéniques rompent les membranes lysosomiales,,.
Afin de pallier la rareté d'Arnica montana et de parer à ses difficultés de culture, l'Allemagne et la communauté européenne ont ouvert leur pharmacopée à Arnica chamissonis subsp. foliosa, qu'ils considèrent comme thérapeutiquement équivalente. Cette plante originaire d'Amérique du Nord a en effet une composition chimique proche, bien que distincte. A. chamissonis peut être plus riche en lactones (jusqu'à 1,5 %) et contient, en plus des composés précédents, de l'arnifoline et de la chamissonolide. Les proportions des différents composés sont très variables, certains lots étant très proches de A. montana. Les deux espèces diffèrent aussi par leur composition en flavonoïdes, A. chamissonis étant caractérisée par la présence d'hétérosides de flavonoïdes acylés.

### Usages en médecine humaine

#### Historique

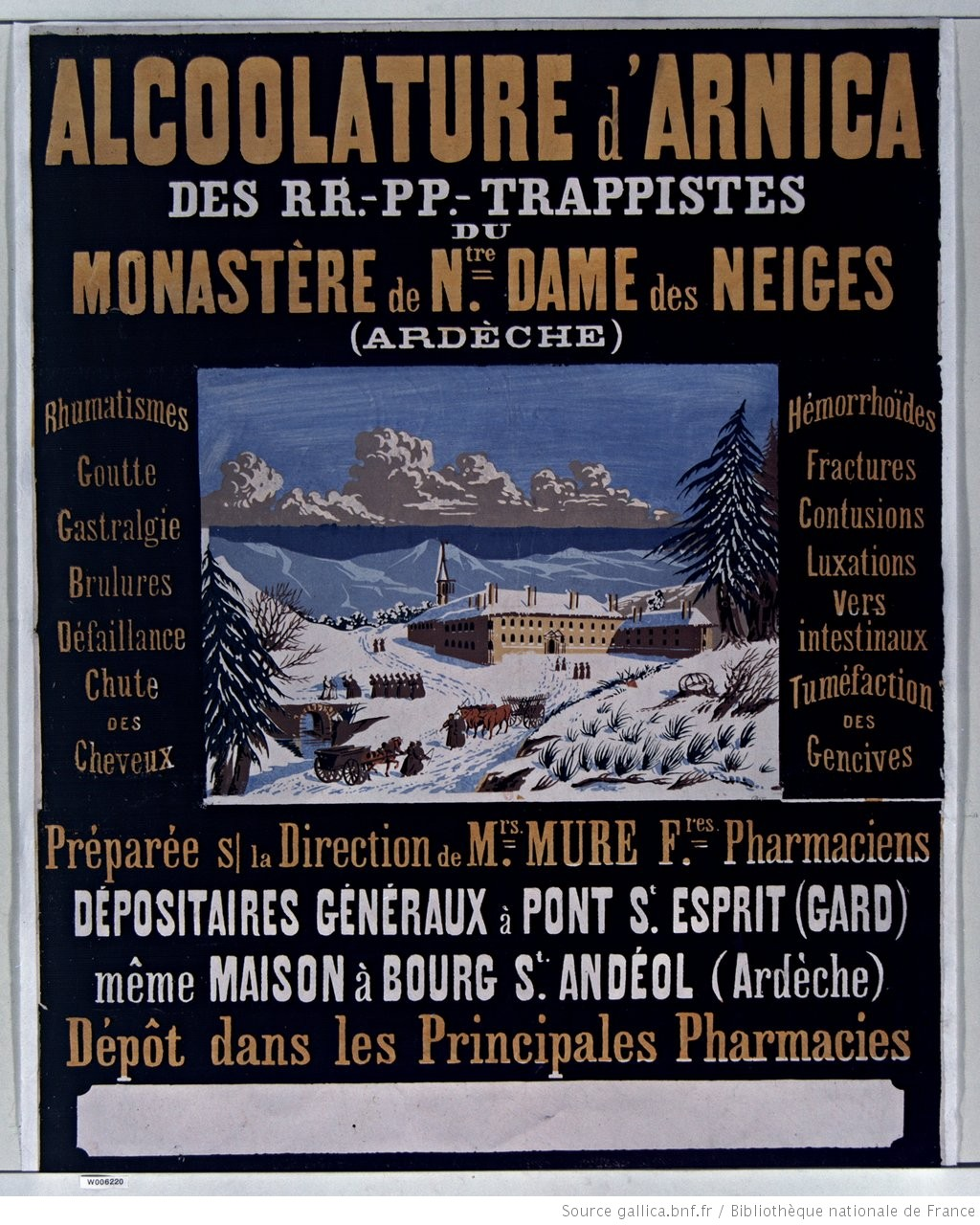
Affiche publicitaire conçue par Rouchon en 1862 pour les moines trappistes de l'Abbaye Notre-Dame-des-Neiges vantant les mérites de l'alcoolature d'Arnica des montagnes.

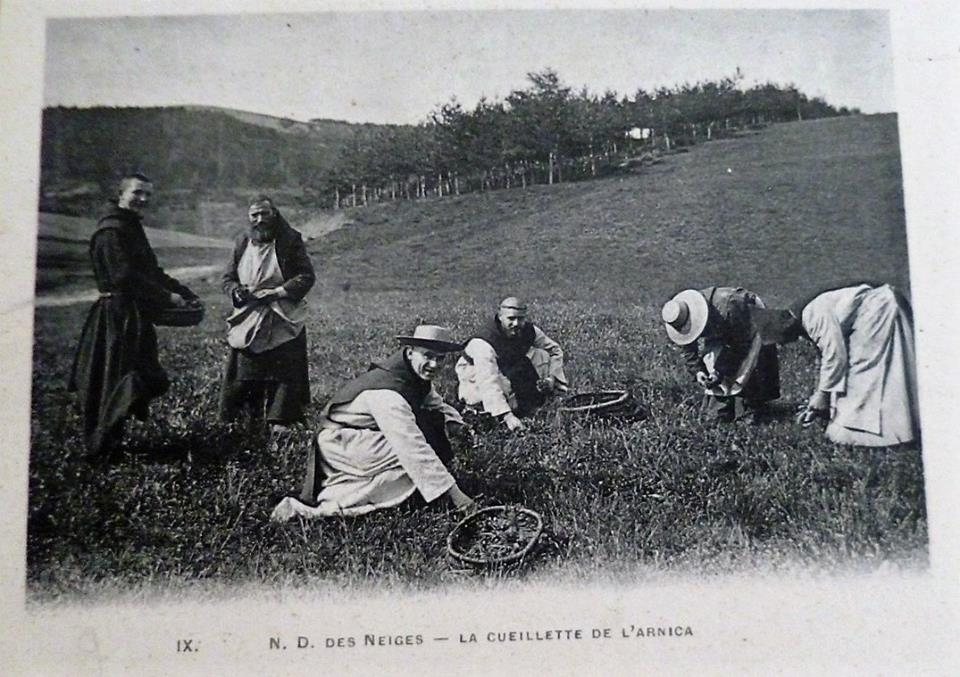
Cueillette d'Arnica des montagnes au début du XXe siècle par les moines de l'Abbaye Notre-Dame-des-Neiges (Ardèche, France)

Connue des Grecs de l'Antiquité, Pline l'Ancien informe que sa racine, « prise dans du vin à la dose d'un drachme ou deux, convient contre le lièvre marin, le crapaud et l'opium ». Néanmoins, rien ne semble montrer qu'ils attribuent à cette plante un effet anti-ecchymotique. Au Moyen Âge, cette plante fut décrite par Hildegarde de Bingen qui synthétise ses propriétés magiques ainsi :
« Quand un homme et une femme sont amoureux, si quelqu'un étale de l'arnica sur la peau d'une de ces personnes, quand l'arnica a séché ils deviennent éperdus d'amour, jusqu'à en perdre la raison. »
— Hildegarde de Bingen
Mais ses explications et les glossaires de son époque évitent une définition précise. Ce sont véritablement les écrits de Matthaeus Silvaticus au XIVe siècle et la littérature gynécologique du XVe siècle qui vont apporter plus d'informations. Cependant, l'identification erronée de l'arnica dans le Materia medica le confondant avec les genres Alisma ou Damasonium a mené à une confusion générale sur la taxinomie et les indications thérapeutiques. Ainsi, il n'est pas surprenant de retrouver ces confusions entre Arnica montana et Alisma plantago-aquatica dans les écrits des XVIe et XVIIe siècles, mais également chez certains auteurs du XXe siècle. Dans la médecine populaire médiévale, l'arnica paraît être utilisée pour les douleurs menstruelles et comme agent abortif. Au cours du XVIe siècle, elle est devenue « un remède de blessure » utilisé contre les blessures externes. Son rôle dans les traditions populaires montre des similarités intéressantes avec le millepertuis perforé surtout en Bohême (République tchèque), Silésie (Pologne) et Haute-Franconie (Allemagne). C’est au XVIIIe siècle que l'arnica joue un rôle de premier rang et est le sujet de nombreuses thèses de médecine scientifique, discipline alors en plein essor. Ces ouvrages précisent déjà que « lors de l’utilisation de l’arnica, il faut être extrêmement prudent car il s'agit d'un remède agissant rapidement à petites doses. » Ainsi l’arnica compte-t-elle parmi les plantes ayant influencé de façon décisive Samuel Hahnemann, le fondateur de l'homéopathie, et son utilisation des remèdes à doses infinitésimales. Au début du XIXe siècle, Johann Wolfgang von Goethe a également examiné avec attention Arnica montana et a reçu une prescription d'infusion d'arnica contre son infarctus en février de 1823, et à laquelle il attribua l'amélioration de son état. Dès lors, la popularité de l'arnica fut grandissante dans le domaine médical,,.
Dans la partie occidentale de l’Amérique du Nord, de l’Alaska et au nord du Mexique, on trouve également trois espèces d'Arnica : Arnica fulgens, Arnica sororia et Arnica cordifolia.

#### Phytothérapie

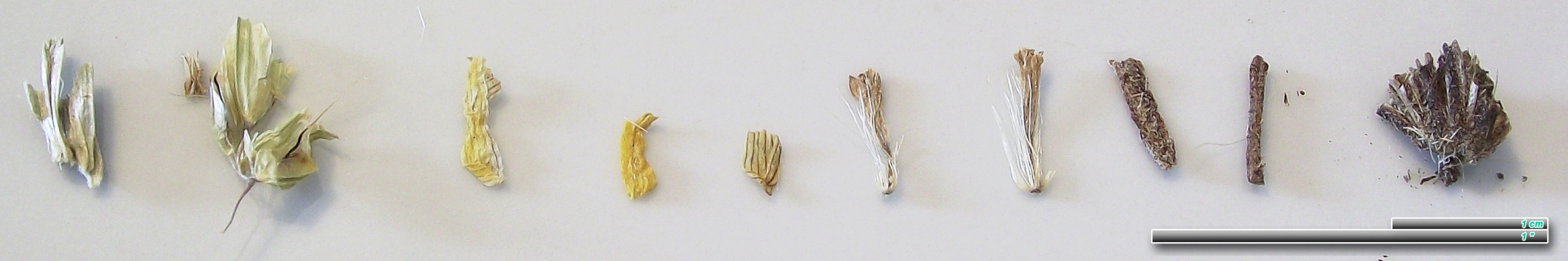
Arnicae flos, séché.

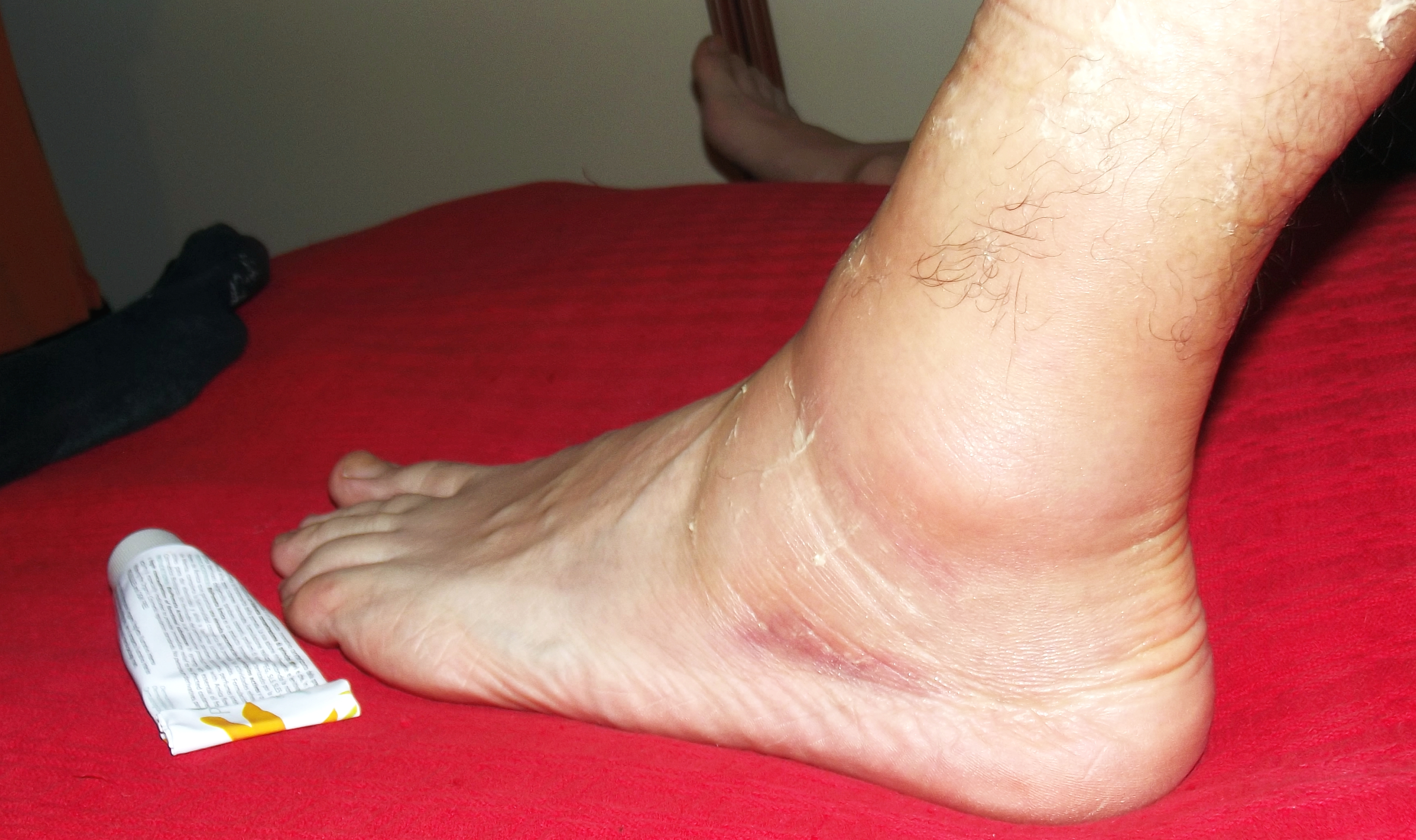
Pommade à base d'arnica appliquée sur une entorse de la cheville.

En médecine traditionnelle, l'usage de l'arnica des montagnes est décrit dans des pharmacopées européennes pour son usage comme anti-irritant pour le traitement de la douleur et des inflammations résultant de petits traumatismes comme les hématomes, ecchymoses, furoncles, piqûres d’insectes ou les insuffisances veineuses phlébite superficielles. Toutefois ces usages ne sont pas soutenus par des études scientifiques.
Plusieurs formes galéniques sont utilisées par les phytothérapeutes. Il s'agit d'infusions pour compresses de Arnicae flos, de teintures mères 1 DH de Arnicae herba, de Arnicae planta tota ou de Arnicae flos (nommée Tinctura arnicae) et d'onguents ou de macérations huileuses de Arnicae flos pour un usage externe en application directe. L'usage de teinture pure de capitules peut donner lieu à des réactions allergiques parfois graves. Il est donc recommandé de l'étendre de dix fois son volume d'eau (1DH),, et il est préférable d'employer Arnica montana uniquement sur les traumatismes sans plaies ouvertes,.
Ces usages sont très populaires et ont d'ailleurs valu à l'arnica d'être appelé « herbe aux chutes ». Selon P. Lieutaghi, « la pharmacie familiale se doit de conserver cette teinture dont l'excellence n'est plus à démontrer. Tous les traumatismes avec ou sans épanchements sanguins ou séreux bénéficient de son application. […] Il est préférable d'employer Arnica montana uniquement sur les traumatismes sans plaies [ouvertes]. »,,.

#### Homéopathie

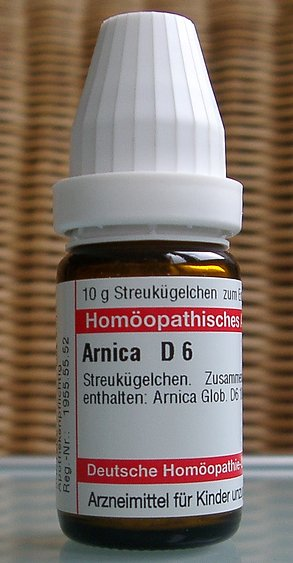
Homéopathie.

Bien que, dans le passé, la plante ait fait l'objet d'usages internes, notamment pour le traitement de troubles cardiaques et respiratoires, on la considère aujourd'hui comme toxique et cette utilisation ne subsiste qu'en homéopathie, où les dilutions extrêmes empêchent ce type d'effet secondaire. Selon P. Lieutaghi, en dehors de cette thérapie, « l'emploi interne d'Arnica montana, notamment comme anti-spasmodique, est à exclure de la médecine domestique car cette plante toxique est dangereuse entre des mains inexpertes ». La pathogénésie du totum (signes étiologiques, psychiques et généraux ainsi que les signes régionaux) a été réalisée par Samuel Hahnemann dans Traité de matière médicale ; son action serait identique à celle obtenue après un traumatisme musculaire accompagné d'ecchymoses et d'un état fébrile avec adynamie. Fabriquées à partir de teinture mère de Arnicae planta tota frais, les préparations d'arnica sont utilisées, suivant le principe de « similitude » propre à l'homéopathie, en tant que médicament homéopathique du surmenage et du traumatisme musculaire (choc, plaies, soins post-opératoires), de certains états infectieux avec adynamie, de troubles vasculaires et de dermatoses (liées à la fragilité du derme). On utilise l'arnica de la teinture mère à la dilution 30CH et aux dilutions korsakoviennes. En automédication, son usage est très populaire,,.
Néanmoins, les allégations d'effets bénéfiques des remèdes homéopathiques restent infondées. Beaucoup d'études randomisées en double aveugle ont démontré que l'arnica des montagnes dans son usage homéopathique est inefficace au-delà d'un effet de placebo. Plus précisément, une étude effectuée en 2000 à Lausanne (Suisse) visait à déterminer si Arnica montana, dans son usage homéopathique, pouvait résorber les hématomes dans la chirurgie veineuse. Les résultats montrent que, avec le dosage 5 CH, aucun effet préventif d'Arnica montana n'est observable. Une autre étude effectuée par le Research Council for Complementary Medicine, à Londres (Angleterre) visait à déterminer si l'Arnica 30 CH pouvait réduire la douleur musculaire plus qu'un placebo, lors d'une course à pied de longue distance. Ses conclusions montrent qu’Arnica montana 30 CH est inefficace dans ce cadre.

### Usages en médecine vétérinaire
En phytothérapie vétérinaire, Arnicae flos est utilisé localement pour le traitement des inflammations aiguës des tendons, des articulations et des mamelles mais aussi pour le nettoyage et le traitement des blessures sans épanchements sanguins de la peau et des muqueuses, de l'eczéma et des inflammations cutanées. Ceci principalement sous forme de teintures-mères, d'extractions fluidiques et d'onguents. La macération huileuse de Arnicae flos est utilisée uniquement en usage externe cutané. Un traitement interne est à proscrire du fait de sa toxicité et de son effet irritant sur l’estomac,.
En homéopathie vétérinaire, la teinture-mère 1 CH qui est préparée à partir de l'extraction alcoolique de Arnicae planta tota frais de Arnicae flos ou de l'extrait alcoolique de Arnicae radix est utilisée en dilution homéopathique 1 CH. Selon l'Agence européenne des médicaments (EMEA), l'usage de Arnicae radix est à réserver à l'homéopathie et ne doit pas excéder cette concentration. Ces préparations peuvent prendre des formes liquides ou de tablettes et sont ajoutées à la nourriture animale. Néanmoins, certains composés majeurs possèdent une toxicité accrue et ces usages ne sont soutenus par aucune preuve d'efficacité.
Les espèces concernées par ces traitements sont essentiellement les bovins, les ovins, les équidés, les porcins et les caprins. D'après l'EMEA, les produits vétérinaires contenant Arnica montana sont utilisés sur peu d'animaux et cet usage est peu fréquent et irrégulier. Selon ce même organisme, les animaux ne doivent pas être abattus immédiatement après les traitements internes spécialement lors d'un usage prononcé de lactones sesquiterpeniques (présents dans Arnicae flos et Arnicae planta tota et non dans Arnicae radix) car cela pourrait poser des risques pour le consommateur.

### Contre-indications et toxicité
Arnicae flos est un emménagogue ; les capitules ne doivent donc pas être administrés aux femmes enceintes. En usage interne, l'arnica peut provoquer des céphalées, des algies abdominales ainsi que des troubles vasomoteurs (palpitations) et respiratoires. En usage externe, une utilisation prolongée sur une peau lésée (blessures ou ulcères) peut fréquemment causer des dermatites œdémateuses accompagnées de petites vésicules. Un traitement avec de fortes concentrations peut engendrer de l'eczéma, voire des réactions dermatologiques toxiques accompagnées de petites vésicules pouvant aller jusqu'à la nécrose. Ces manifestations sont dues à une allergie de contact liée à certains lactones sesquiterpéniques (hélénaline et dérivés),. De plus, Arnica montana est suspectée d'interactions avec d'autres produits phytothérapeutiques. En effet, elle augmenterait le temps de saignement par l'inhibition de l’agrégation plaquettaire. Il existe peu de données probantes et l’effet possible de l’interaction sur la santé du patient n’est pas nécessairement majeur. Cependant, elle doit tout de même faire l’objet d’une surveillance.
Il est également possible de s'intoxiquer avec Arnica montana par pathogénésie, c’est-à-dire par un contact excessif avec la plante (cueillette, transport, transformation…). L'intoxication se traduit tout d'abord par des ampoules, puis des hématomes, des raideurs aux muscles, une photosensibilation importante et enfin une hausse de la température du corps. En cas d'intoxication il est conseillé d'utiliser du charbon actif de pharmacie et d'appeler le centre anti-poison le plus proche.
L'ingestion d'arnica est susceptible d'entraîner une irritation des muqueuses de l'estomac, de l'intestin ainsi que des reins. Étant donné la toxicité des lactones sesquiterpéniques, l'administration orale est fortement déconseillée ou doit être strictement contrôlée. La dose létale moyenne orale d'une teinture-mère de 30 % de Arnicae flos est de 37,0 mL/kg chez les souris. Quant à l'hélénaline, elle est létale pour les souris à partir de 150,0 mg/kg, pour les lapins à partir de 90,0 mg/kg et les moutons à partir de 125,0 mg/kg,.

### Identification, altération et falsification

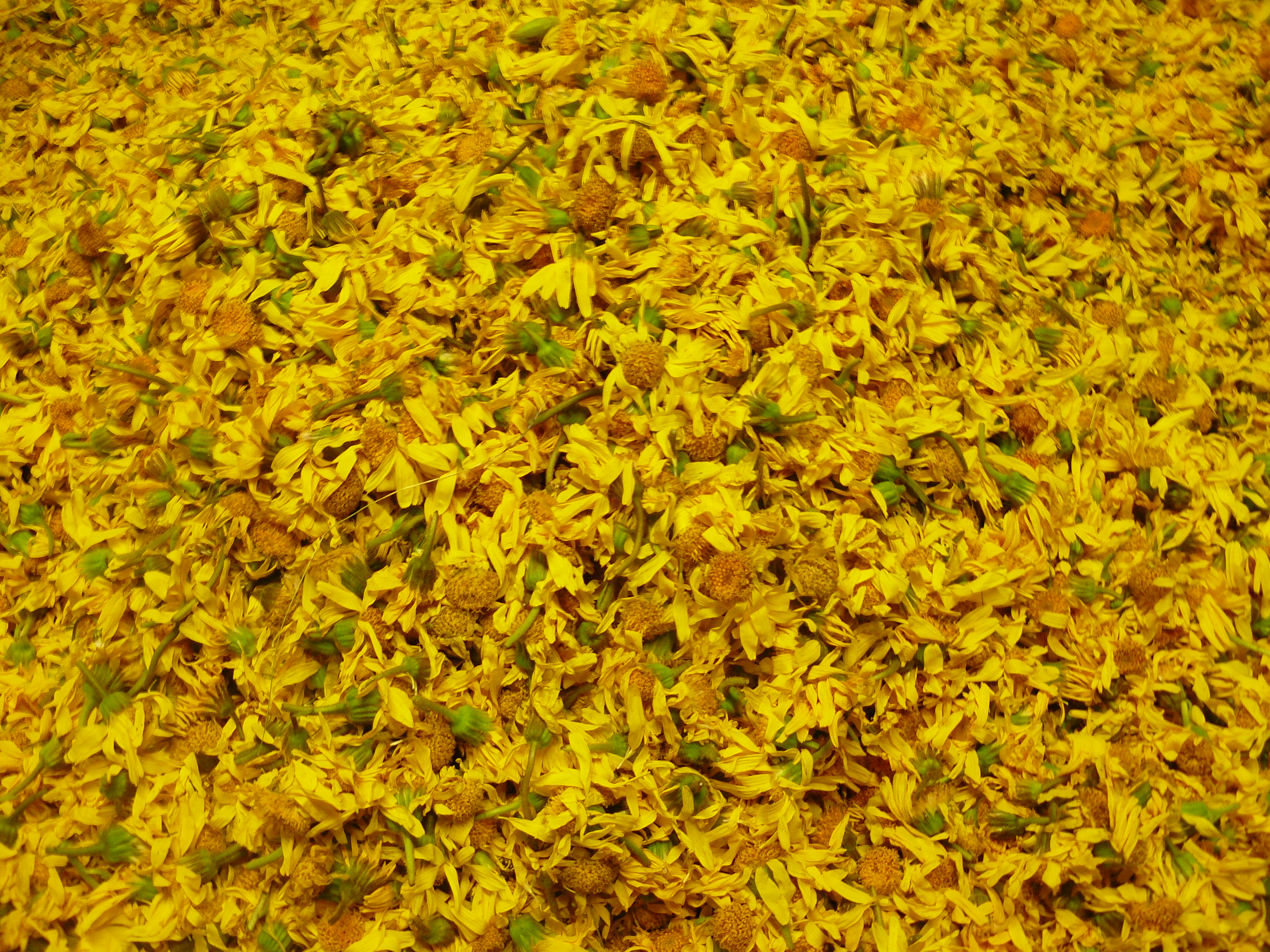
Arnicae flos produit en cueillette sauvage.

La drogue est identifiée par ses caractères microscopiques, notamment par la présence de poils tecteurs jumeaux à paroi commune ponctuée. La drogue n'est conforme que si le taux d'akènes est inférieur à 2 %. La pharmacopée française prescrit également une chromatographie sur couche mince des composés phénoliques et la recherche de Calendula officinalis par l'absence de rutoside.
On substitue quelquefois aux capitules d'arnica ceux de Inula helenium, qui sont moins foncés, ont une odeur moins aromatique et dont les fleurs ligulées ne présentent que quatre nervures ; ou bien celles de Doronicum austriacum ou Doronicum pardalianches, dont les demi-fleurons sont dépourvus d'aigrettes tandis que les fleurons du centre portent chacun plusieurs rangées de poils. Quant aux capitules de Tussilago farfara, ce sont des imitations grossières tant les portions de pédoncules chargés d'écailles sont aisément identifiables. Enfin, les capitules de Senecio doronicum ont été signalés mais leur involucre tomenteux, leurs ligules étroites et courtes et leurs stigmates tronqués et velus en dévoileront la présence. De même, il faut rejeter les capitules flétris, sans odeur, d'un aspect sombre et mat, et surtout ceux qui sont accompagnées d'œufs et de larves du diptère Tephritis arnicae.
Il est possible de rencontrer de la racine d'arnica mêlée à de la racine de Geum urbanum. Cette dernière, qui lui ressemble beaucoup par son aspect général, est cependant plus grosse, d'une saveur astringente et d'une odeur assez prononcée de girofle.

### Autres usages
- Plante mellifère, l'arnica produit en juillet et en août du nectar et du pollen en quantité relativement moyenne. Les populations d'arnica ne permettant pas aux apiculteurs de constituer un miel monofloral, il est toujours incorporé au miel polyfloral des hautes-montagnes. En France, on le retrouve en compagnie du rhododendron, dans les Alpes et les Pyrénées, mais également en compagnie de l'épilobe en épi, du trèfle blanc et du framboisier dans le massif central et dans les Vosges. Ses miellées sont violentes, souvent capricieuses et brèves, sa récolte est irrégulière tant les conditions météorologiques sont souvent aléatoire, ce qui en fait un miel rare. Sa couleur est généralement très claire allant du blanc jusqu'à une teinte jaune paille et son parfum se caractérise par des arômes discrets et des saveurs légèrement boisées en bouche. Sa cristallisation est rapide et très fine et sa conservation excellente[79].
- Les feuilles sèches étaient utilisées autrefois comme tabac. Les paysans de montagnes les fumaient contre les toux quinteuses, les catarrhes et les bronchites. Cet usage est désuet et potentiellement dangereux[80].
- Les fleurons de l’arnica peuvent devenir des fraudes végétales du safran. De même forme, ils sont recolorés artificiellement sur de la poudre ou sur l’épice en filaments[81].

## Culture
L'arnica des montagnes est pour l'essentiel une plante médicinale de cueillette. L'importance thérapeutique de Arnica montana et la raréfaction des sites sauvages a motivé la réalisation de plusieurs essais de domestication depuis le début du XXe siècle, spécifiquement en Suisse et en Allemagne. Aujourd'hui, une multitude d'expérimentations se développent également en Hongrie, en Finlande, en France, en Espagne et au Royaume-Uni. Leurs différents auteurs s'accordent généralement pour conseiller des sols acides et exempts de calcaires (voire de bases), si possible riches en matière organique végétale non décomposée et pauvre en phosphate et nitrate. La plante serait par ailleurs sensible aux engrais solubles. La culture doit se déployer au-dessus de 800 m d'altitude (pour les latitudes françaises et suisses). Même si un cultivar a été créé, cette culture reste aujourd'hui aléatoire tant les exigences édaphiques de Arnica montana sont importantes.

### Maladies et ravageurs

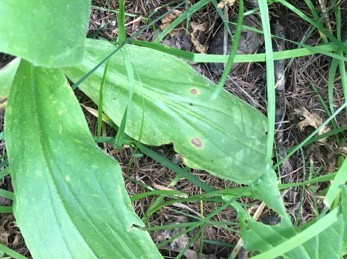
Tâches rousses bordées de jaune provoquées par Entyloma arnicale

La mise en culture d'une espèce sauvage suscite l'apparition importante de maladies. Deux ont été observées dans les cultures de Arnica montana. La première est un oïdium (Podosphaera xanthii) apparaissant sur les feuilles de la fin du printemps à l'automne. Cette espèce polyphage se traduit par un mycélium farineux et blanc, brunissant une fois mûr, sur les feuilles ou leur pétiole, rarement sur la hampe florale. Ce champignon ne semble toutefois guère affecter le développement des plantes ; seuls quelques individus isolés finissent par en être recouverts et les fleurs ne sont pas impactées. Plus préoccupantes sont les attaques d'Entyloma arnicale, qui provoque le charbon de l'arnica se traduisant par des lésions plus ou moins circulaires sur les feuilles. Les plantes atteintes voient leur développement fortement entravé avant et/ou après leur floraison. Il apparaît qu'une sélection génétique de souches résistantes permettrait d'endiguer le problème,.
En ce qui concerne les ravageurs, ce sont principalement les dégâts causés par le diptère Tephritis arnicae qui dépose ses œufs dans les boutons floraux de Arnica montana. Les larves se développent alors aux dépens des capitules. À sa dessiccation, les larves se transforment rapidement en pupes de couleur noire, dont la présence déprécie fortement la qualité de la récolte. Leur développement semble être accentué par un printemps chaud et sec. Il semble également étroitement synchronisé avec la phénologie des premières fleurs. La protection des cultures par l'utilisation de filets anti-insectes semble être la technique la plus judicieuse, d'une part car son efficacité peut avoisiner les 100 % et d'autre part car elle ne présente pas les inconvénients d'un usage en plaine causés par une forte élévation thermique sous le filet,.

### Chloroses
Au cours des travaux sus-mentionnés, des chloroses et des dépérissements sont souvent apparus, détruisant parfois l'ensemble de la culture. Ces accidents ont généralement été attribués aux exigences édaphiques très strictes de la plante. Cependant, les études les plus récentes relativisent quelque peu l'importance de ces différents facteurs, notamment l'effet négatif de la fumure. Aujourd'hui, même si les cultures sont couronnées de succès, les causes des chloroses et des dépérissements encore souvent observés restent méconnues, ceux-ci demeurant dès lors partiellement imprévisibles. Une des hypothèses souvent avancées pour expliquer la sensibilité de Arnica montana serait l'absence, sur les racines des plantes cultivées, d'un champignon mycorhizien nécessaire à sa nutrition optimale.

### Potentiel commercial
La culture de Arnica montana est techniquement envisageable avec des semences présélectionnées. Il existe un cultivar nommé « Arbo » créé par U. Bomme en 1990 qui fut commercialement viable en 1993. Actuellement, il semble possible d'escompter, avec les meilleurs populations, un rendement en capitules secs de 50 g/m2 dès la première année de récolte et certainement supérieur dès la deuxième année. À ceci peut s'ajouter la production de racines ou de plante entière à la fin de la culture. Néanmoins, les études actuelles manquent de recul pour pouvoir décrire l'évolution des rendements après trois voire quatre années de culture. Il est par ailleurs probable que l'amélioration des techniques culturales soit susceptible d'augmenter notablement les rendements. C'est ainsi que l'ensemble des problèmes culturaux (date de semis, densité de plantation, fumure, arrosage…) mériterait des travaux plus approfondis.
La principale difficulté pour l'estimation de la rentabilité de cette culture réside dans l'évolution du prix de la plante qui est jusqu'ici très fluctuant d'année en année. Bien que les cultures de U. Bomme soient entrées dans le marché en 1993 et que la plupart des laboratoires pharmaceutiques préféreraient un approvisionnement stable et régulier, le prix élevé de ces produits de culture rebute, le coût de revient (et donc le prix) de la cueillette sauvage étant typiquement moindre. Néanmoins, cette évolution étant à la hausse, il est fort probable que la culture de Arnica montana soit économiquement viable.
Certains praticiens et patients préfèrent utiliser des plantes sauvages parce qu'ils croient en l'effet de leurs matières actives. Enquêtant sur cette croyance, l'Université de Westminster a établi un programme, Herbs at Highgrove, afin d'étudier la croissance des plantes en Grande-Bretagne. Leurs conclusions indiquent une absence d'effet dans les plantes cultivées. Les essais de culture par cultivar de Arnica montana ont révélé, à l'analyse, des propriétés biochimiques différentes des populations sauvages. Bien que ces cultures aient grandi vigoureusement, leurs rhizomes ont perdu une grande partie de l'odeur et du goût caractéristiques de l'arnica, réduisant ainsi son potentiel commercial. Néanmoins, certaines recherches semblent réduire ces écarts.

### Alternative
Arnica chamissonis subsp. foliosa est considérée par les pharmacopées allemande (DA89) et européennes comme thérapeutiquement équivalente à Arnica montana. Cette plante originaire d'Amérique du Nord a en effet une composition chimique proche, bien que distincte. Elle est beaucoup plus aisée à cultiver et, fleurissant dès l'année de mise en place, beaucoup plus productive. En cas d'alignement des pharmacopées française et autres pharmacopées nationales sur la pharmacopée européenne, il est probable que les cultures de A. montana resteront modestes et limitées à l'approvisionnement de quelques industries. Dans le cas contraire, la demande de cette dernière, aujourd'hui en forte augmentation, favorisera certainement sa mise en culture sur une échelle appréciable,.

## Économie
Plusieurs parties de plantes sont récoltées, tels que les capitules frais ou séchés, les racines séchées, et la plante entière fraîche. Cette dernière forme est uniquement utilisée en homéopathie. La production la plus importante est celle des capitules séchés, leur demande annuelle en Europe est estimée à 50 tonnes, c'est-à-dire de 250 à 300 tonnes de capitules frais,. En outre, quelques centaines de kilogrammes de racines sont également négociées chaque année. La valeur des capitules et des racines est élevée : en 1998, dans le commerce de détail, un kilogramme de capitules sec coûte 48 euros en Allemagne et en France et un kilogramme de racines sèches peut se vendre 94 euros. Ces dernières peuvent être tirées de culture, alors que les capitules proviennent essentiellement de cueillettes sauvages, la culture de Arnica Montana restant à l'heure actuelle expérimentale sur une petite échelle à l'égard du peu de rentabilité qu'offre la production de fleurs en culture à ce jour,. En ce qui concerne les racines, les profits réalisés par la culture sont plus importants, en particulier en Allemagne.

### Production en cueillette sauvage
Les principaux pays producteurs de capitules de Arnica montana en Europe sont la Roumanie et l'Espagne.
En Allemagne : La cueillette lucrative est interdite. Selon l'ordonnance fédérale allemande relative à la conservation des espèces, l'importation en Allemagne de Arnica montana émanant de plantes sauvages et provenant de tous les pays en dehors de l'Espagne, a été interdite depuis 1989.
En Roumanie : Les stations les plus riches de Arnica montana se situent dans les monts Apucènes à Poiana Horii (Județ de Cluj) et Gârda de Sus (Județ d'Alba), d'où le produit végétal est exporté dans les pays européens occidentaux. On estime qu'entre 1 et 3 tonnes de capitules secs a été exporté de la Roumanie vers l'Allemagne au cours des années 1990, tandis que les exportations vers d'autres pays européens ont été de deux à trois fois plus grandes,.
En Espagne : Environ 10 tonnes de capitules sec de Arnica montana ont été signalées comme négociées par l'intermédiaire d'un seul grossiste en Galice, qui a signalé l'existence d'un grand réseau de récolte dans cette province. Néanmoins, d'autres zones de cueillette ont été signalées à l'instar des Asturies et de la région pyrénéenne,.
En France : La très grande majorité de la production (capitules, plantes entières et racines) s'effectue par cueillette sauvage essentiellement dans le Massif central, les Pyrénées, les Alpes et les Vosges. Dans cette région, le site du Markstein est considéré comme étant une des plus grosses concentrations d'Arnica d'Europe. Dans ce site, des cueilleurs professionnels y récoltent, pour des laboratoires français et allemand, 10 tonnes de Arnicae planta tota frais et 1,5 tonne de Arnicae flos frais,.

### Gestion économique et écologique

#### France: l'exemple du Markstein

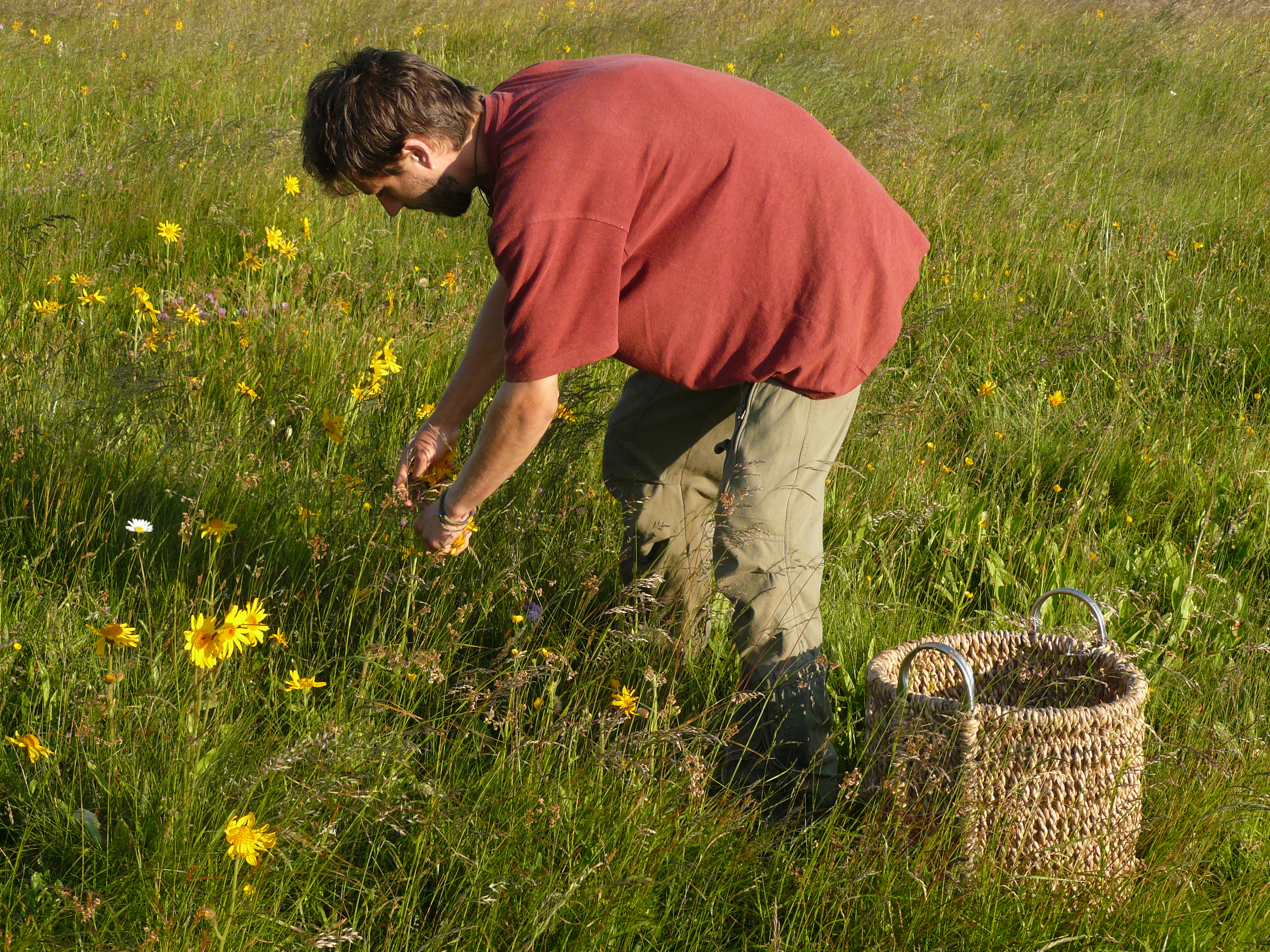
Cueillette de capitules au Markstein, juillet 2008.

On trouve au Markstein, dans le massif des Vosges, une concentration d'Arnica montana unique en France. Son périmètre actuel couvre environ 20 ha et se répartit sur les communes de Oderen, de Fellering et de Ranspach. Ce territoire se partage entre les agriculteurs, les entrepreneurs d'entreprises de loisirs et les cueilleurs. Les terres utilisées par les agriculteurs sont sous la tutelle des communes, l'ensemble faisant partie du réseau européen Natura 2000 et bénéficiant de la protection du Parc naturel régional des Ballons des Vosges. Les laboratoires pharmaceutiques concernés par ce territoire sont essentiellement Weleda, Boiron et les Laboratoires Lehning.
Victime d'un processus complexe opposant des enjeux économiques et écologiques divergents, l'arnica a vu peu à peu son territoire se réduire comme une peau de chagrin. En effet, l'intensification de l'élevage laitier associée à l'impact des loisirs sportifs et à l'engouement croissant des produits phytothérapeutiques et homéopathiques ont eu des conséquences négatives sur les populations d'Arnica. De ce fait, il était nécessaire de mettre en place des règles avec toutes les parties concernées.
Le 22 juin 2007 a été signée une convention « ARNICA » sous l'égide de l'AVEM (Association vosgienne d'économie montagnarde). Cette convention comprend des consignes précises à l'intention de chacune des parties. Ne peuvent être cueillies que les plantes en pleine floraison en laissant sur place une tige fleurie tous les 5 m2 et les capitules fanés. Seules sont autorisées les récoltes manuelles. Cette convention rappelle aussi aux laboratoires pharmaceutiques l'obligation de demandes d'autorisation de récolte auprès des communes. Elle définit à l'intention des exploitants agricoles des normes quant au chargement animal des prairies concernées. Tout amendement chimique, chaulage, apport de fumure organique ou minérale, traitement phytosanitaire et sur-semis y sont proscrits. Elle attribue au Parc naturel régional des Ballons des Vosges le rôle de médiateur entre les différents acteurs du site. Les maires des communes concernées se sont engagés à faire respecter les directives de la convention avec l'aide de brigades vertes employées par le parc, de l'ONF et de l'ONCFS (depuis devenu OFB),.
Outre cet exemple, aucune gestion conciliant l'économie et les impératifs écologiques n'existe dans les autres régions françaises.

#### Europe
D'autres pays mettent en place de tels projets. En Roumanie, en 2006, le WWF-Royaume-Uni, le WWF-DCP (Danube-Carpates), l'Université des Sciences Agricoles et de Médecine vétérinaire (USAMV) de Cluj-Napoca, l'Université de Fribourg (Allemagne) ainsi que le laboratoire pharmaceutique Weleda ont lancé un projet de gestion des plantes médicinales de cueillette sauvage et réfléchissent particulièrement à Arnica Montana. Une mise en place d'un suivi des parcelles et de la qualité des produits est en cours (cartographie, formation des cueilleurs à la cueillette et au séchage…),. De même, Arnica montana fait partie de l'une des huit préoccupations du projet SPIMED de conservation des ressources génétiques scandinaves et baltiques.

## Point de vue anthroposophe
L'anthroposophie, courant ésotérique et pseudo-scientifique, parle de l'arnica en ces termes : l'arnica, en tant que plante du granite, la roche primordiale, est liée à la silice. Roche cosmique par excellence, elle capte la lumière dans la terre et joue un rôle primordial dans le métabolisme lumineux du végétal et sa structuration (algues siliceuses, tissus de graminées, prêles…). Les plantes qui élaborent l'acide silicique se laissent plus fortement saisir par les rayonnements cosmiques. Cet élément fait en sorte que le cosmos trouve dans la plante une sorte d'organe sensoriel qui le perçoit,. Dans l'arnica, l'acide silicique ne se déploie pas dans la création de formes matérielles achevées et rigides, il reste au niveau des forces formatrices, enrobé de tissus vivants peu structurés, plastiques, en quelque sorte infantiles. De ce fait, la partie minérale de l'arnica peut agir comme une empreinte plastique des actions cosmiques perçues par l'acide silicique.
Selon l'anthroposophe Wilhem Pelikan, « Porter des processus formateurs dans le domaine métabolique, et des processus métaboliques constructeurs dans le domaine des nerfs, telle est la mission de l'arnica. » Il cite Goethe, qui reçut une prescription d'infusions d'arnica contre son infarctus en 1823 :
« 
[…] C'est de  l'énergie qui est condensée dans l'arnica. Déjà, son seul souvenir libère en mon cœur des torrents de feu. Mais ici, la force est accouplée avec la délicatesse des formes. Rien de dur, rien de revêche, ne s'oppose à la force céleste formatrice ; cette plante, le Dieu solaire l'a élue dans la fraîcheur de sa jeunesse et de sa vie. Voyez donc cette fleur, comme elle s'ouvre, comme elle se déploie dans la lumière, dans l'incandescence solaire. Le vent alpestre est son semeur ; elle dépose entre ses mains la couronne plumeuse de ses fruits. Il les disperse à large volée sur les prairies tourbeuses. Ainsi en automne, des étincelles de feu suivent Perséphone dans le sein de la terre. Mais la chaleur du soleil réveille, réchauffe l'ombre humide ; la racine sent cette vie qui la pénètre, elle croît, elle pousse pendant cette seconde moitié de l'année ; elle suit alors des chemins terrestres dans le royaume terrestre. […]  Voici la plante de la guérison rapide, de la décision énergique. S'il t'a été fait violence à l'extérieur, l'arnica est prête à te secourir […] La forme lésée, abimée, se régénère, [et] même le système nerveux qui est si difficile à guérir. […] »
— Johann Wolfgang von Goethe, 24 février 1823